# 18 Pułk Artylerii Lekkiej

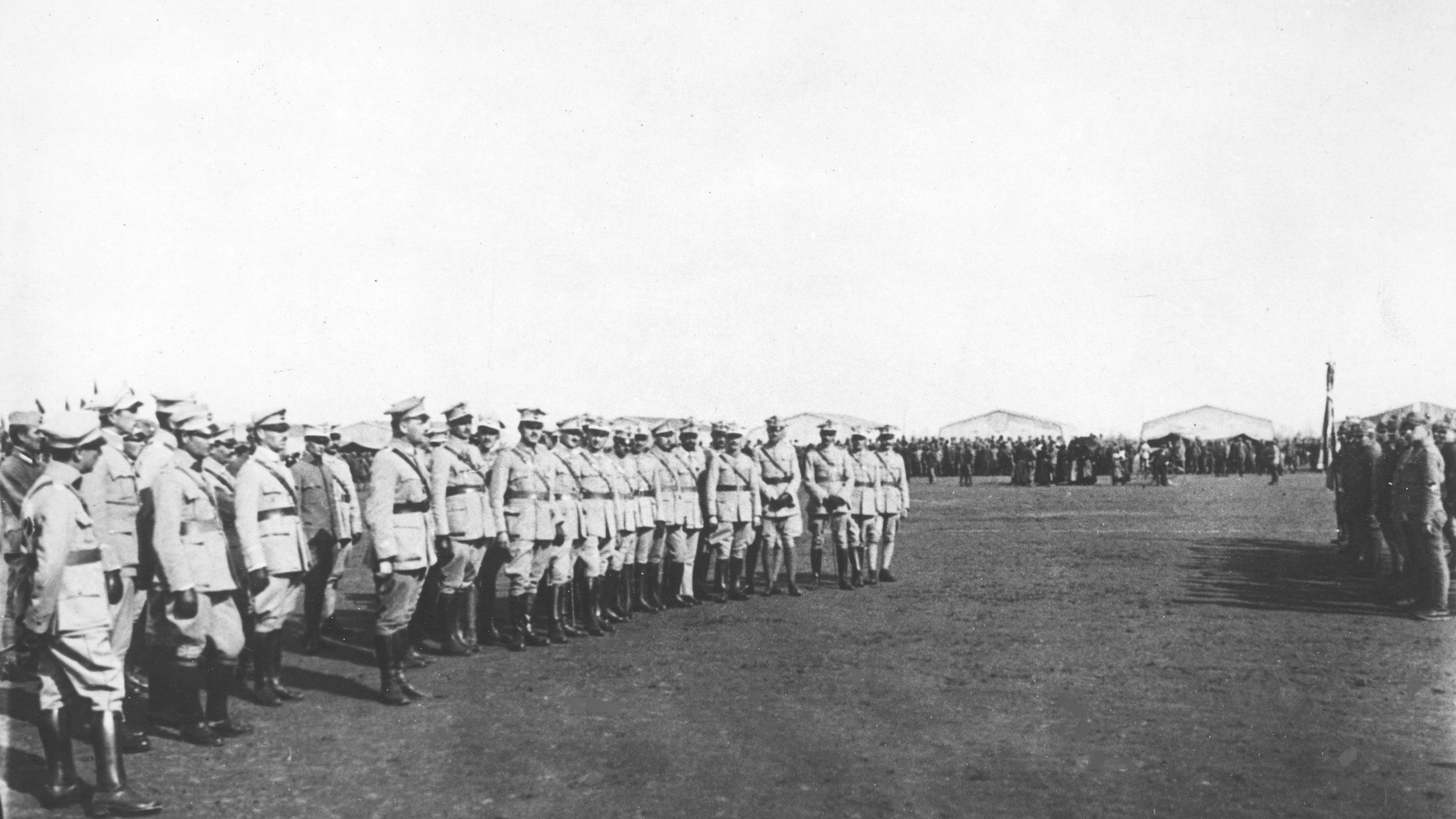
Polski obóz wojskowy w La Mandria di Chivasso – przyjmowanie sztandarów; przemawia ppłk Marian Dienstl-Dąbrowa

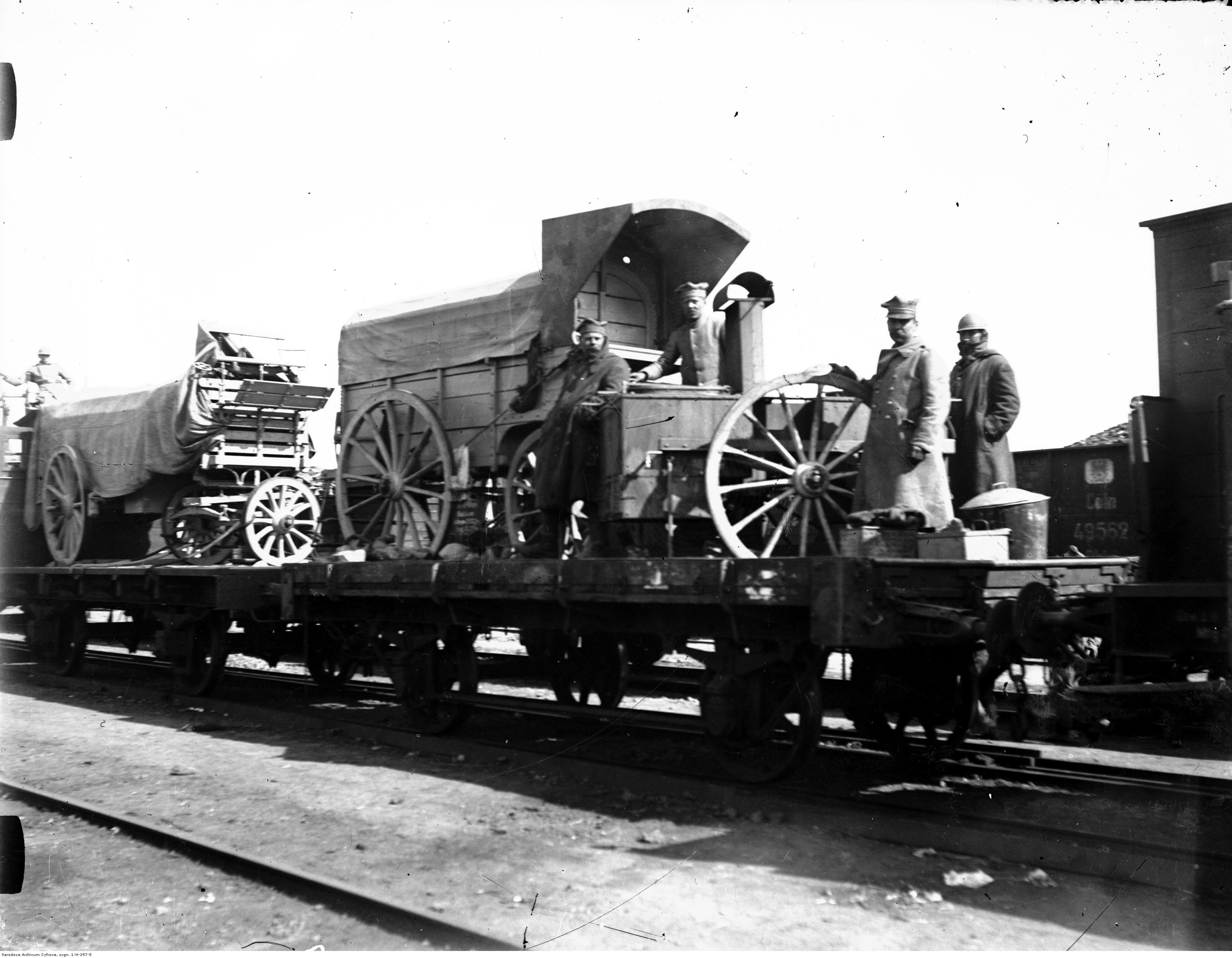
Transport koleją oddziałów armii generała Józefa Hallera z Francji do Polski; 1919 r.

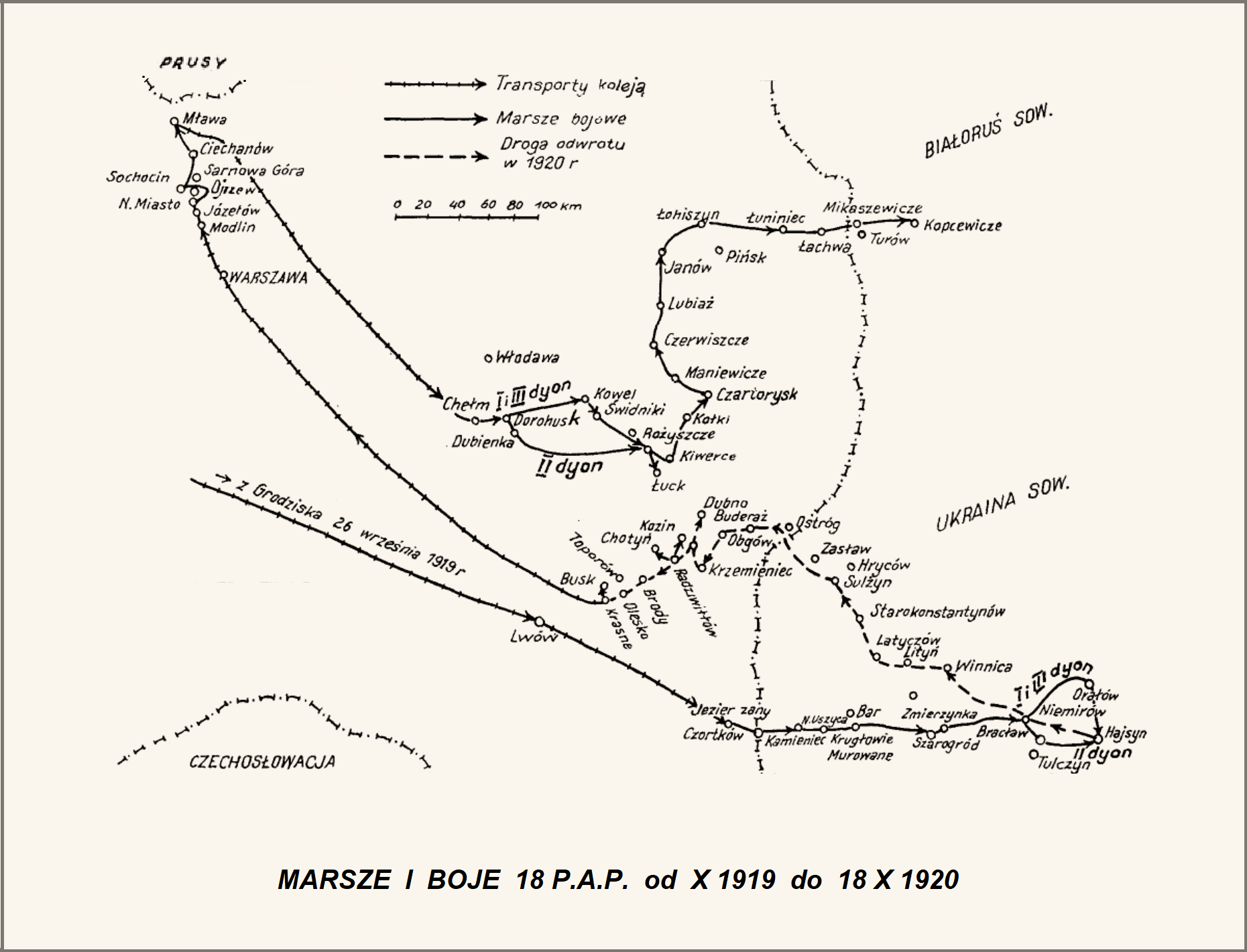
Zbigniew Badowski, Zarys historji wojennej 18-go Pułku Artylerji Polowej

18 Pułk Artylerii Lekkiej (18 pal) – oddział artylerii lekkiej Armii Polskiej we Francji i Wojska Polskiego w okresie II Rzeczypospolitej.
Pułk sformowany został we Włoszech w lutym 1919 jako 2 pułk artylerii polowej. Wiosną przewieziony został do Francji w okolice Lure, gdzie od francuskiego 275 pułku artylerii polowej otrzymał uzbrojenie i sprzęt wojskowy. Po reorganizacji oddział przyjął nazwę 7 pułku artylerii polowej. W czerwcu przybył do Polski, a we wrześniu jego dywizjony wyruszyły na front. Z dniem 7 marca 1920 pułk zmienił nazwę na 18 Kresowy pułk artylerii polowej. Pułk, początkowo w składzie Grupy gen. Bonnina, a później 18 Dywizji Piechoty, walczył na Podolu, brał udział w wyprawie kijowskiej, wsławił się walkami z 1 Armią Konną Budionnego, bronił kierunku warszawskiego, by końcowym okresie wojny polsko-bolszewickiej toczyć zwycięskie boje na Wołyniu i Podolu.
Jesienią 1921 pułk został przeniesiony do Łomży, a później do Ostrowi Mazowieckiej i zakwaterowany w koszarach różańskich.
W kampanii wrześniowej 1939 walczył w składzie macierzystej 18 Dywizji Piechoty nad Narwią. Został rozbity w walkach pod Łętownicą i Andrzejewem.

## Formowanie pułku
We Włoszech
W październiku 1918 rząd włoski wyraził zgodę na rekrutację do jednostek polskich, formowanych z jeńców armii austro-węgierskiej, będących integralną częścią armii gen. Józefa Hallera. 15 lutego 1919 w obozie La Mandria di Chivasso rozpoczęto formowanie 2 pułku artylerii polowej. Dowódcą został kpt. Jan Chlebek, a adiutantem por. Józef Wartanowicz. Baterie liczyły po 1–2 oficerów i 175 kanonierów. Do 10 marca sformowano 12 baterii, z których 9. i 11. składały się z żołnierzy starszych roczników, a 12. stanowić miała pododdział sztabowy. Pułk nie dysponował uzbrojeniem, a żołnierze ćwiczyli musztrę, gimnastykę i służbę łączności. Naukę prowadzono według przetłumaczonych regulaminów francuskich.
We Francji
W dniach 24–28 maja jednostka została przetransportowana do Francji w okolice Lure, gdzie od francuskiego 275 pułku artylerii polowej otrzymała uzbrojenie i sprzęt wojskowy. Po reorganizacji oddział przyjął nazwę 7 pułku artylerii polowej i stał się organiczna jednostką 7 Dywizji Strzelców armii gen. Hallera. Sztaby i baterie były organizowane według etatów francuskich. Bateria liczyła 143 szeregowych i podoficerów oraz 133 konie. Na uzbrojeniu posiadała 4 armaty 75 mm wz. 97. Ponadto w skład baterii wchodziły działony: telefoniczny z dwoma zapasowymi jaszczami amunicyjnymi i specjalnym jaszczem czterokonnym na sprzęt telefoniczny, administracyjno-taborowy z kuchnią polową i dwoma lub trzema furgonami oraz amunicyjno-furażowy z dwoma jaszczami amunicyjnymi, dwoma wielkimi wozami czterokonnymi na amunicję, jednym wozem na furaż, jednym furgonem i kuźnią polową. Stan baterii wynosił przeciętnie po 145 karabinierów i 135 koni. Stanowiska kierownicze zajmowali oficerowie francuscy, a dowódcą pułku mianowano podpułkownika Martina.
W Polsce
W czerwcu 1919 pułk przybył do Leszna i dalej do Błonia. W tej okolicy pułk przebywał przez trzy miesiące kontynuując rozpoczęte we Francji szkolenie specjalistyczne. Dowódcami baterii oraz pracownikami administracyjnymi zostali oficerowie polscy.
W ramach reorganizacji wojska, z dniem 1 lipca 1919, pułk przemianowany został na 113 Kresowy pułk artylerii polowej z przydziałem do uzupełnień w baterii zapasowej 13 pap.
7 marca 1920 113 pap został przemianowany na 18 Kresowy pułk artylerii polowej.
31 grudnia 1931 roku na podstawie rozkazu B. Og. Org. 1120 – 18 Org. ministra spraw wojskowych marszałka Polski Józefa Piłsudskiego 18 pap został przemianowany na 18 pułk artylerii lekkiej.
| Obsada personalna pułku w 1920           | Obsada personalna pułku w 1920                     |
| Stanowisko                               | Stopień, imię i nazwisko                           |
| ---------------------------------------- | -------------------------------------------------- |
| Dowódca                                  | płk Wiktor Poźniak (do 21 VII)                     |
| Dowódca                                  | płk Aleksander Strzemiński (t 24 VII)              |
| Dowódca                                  | mjr Franciszek Kazimierz Kondrat (V)               |
| Adiutant                                 | por. Tadeusz Stanisław Mięsowicz                   |
| Lekarz                                   | por. lek. dr Jan Dworakowski                       |
| Lekarz wet.                              | kpt. lek. wet. Franciszek Wygrzywalski             |
| Kapelan                                  | ks. Stanisław Zieliński                            |
| Dowódca I dywizjonu                      | kpt. Szczepan Wierzbicki                           |
| Dowódca I dywizjonu                      | mjr Franciszek Kondrat (V - VII)                   |
| Dowódca I dywizjonu                      | kpt./mjr Wojciech Pietras (VII)                    |
| Adiutant                                 | por. Jerzy Andrzejewski                            |
| Adiutant                                 | ppor. Władysław Kaniowski (od 5 VI)                |
| Lekarz                                   | ppor. lek. Edward Sack                             |
| Lekarz wet.                              | ppor. lek. wet. Witold Grycewicz                   |
| Oficer kasowy                            | ppor. Jan Warchoł                                  |
| Oficer prowiantowy                       | ppor. Adam Buratowski                              |
| Zastępca                                 | pchor. Władysław Pięta                             |
| Dowódca 1 baterii                        | por. Czesław Morawski                              |
| Dowódca 2 baterii                        | por. Konrad Unger                                  |
| Oficer baterii                           | ppor. Władysław Kaniowski (do 5 VI)                |
| Dowódca 3 baterii                        | por. Stanisław Buntner (szpital od 1IV)            |
| Dowódca 3 baterii                        | kpt. Wojciech Pietras                              |
| Dowódca 3 baterii                        | por. Dawid Kelhoffer                               |
| Oficer dyonu                             | ppor. Zygmunt Lehmann                              |
| Oficer baterii                           | ppor. Jerzy Marx (do 18 VII)                       |
| Dowódca II dywizjonu                     | mjr Mikołaj Winnicki                               |
| Dowódca II dywizjonu                     | mjr Mikołaj Alików                                 |
| Lekarz wet.                              | ppor. lek. wet. Czesław Łunkiewicz                 |
| Oficer prowiantowy                       | ppor. Stefan Białobrzeski                          |
| Dowódca 4 baterii                        | por. Stanisław Palecki                             |
| Oficer baterii                           | ppor. Adam Wójcikiewicz                            |
| Dowódca plutonu                          | ogn. szt. Józef Bryniarski                         |
| Dowódca 5 baterii                        | por. Franciszek Ungeheuer                          |
| Dowódca plutonu                          | por. Kazimierz Julian Klimko (do 7 VI i od 28 VII) |
| Dowódca 6 baterii                        | por. Władysław Szymański                           |
| Dowódca plutonu                          | por. Kazimierz Julian Klimko                       |
| Dowódca III dywizjonu                    | kpt./mjr Władysław Dawidajtis                      |
| Dowódca III dywizjonu                    | mjr Mikołaj Winnicki (od 11 VII)                   |
| Adiutant                                 | ppor. Joachim Kratz                                |
| Oficer wywiadowczy                       | por. Chołowieński                                  |
| Lekarz                                   | por. lek. dr Jan Dworakowski                       |
| Lekarz wet.                              | pchor, podlek. wet. Jerzy Feczko                   |
| Oficer gospodarczy                       | ppor. Józef Stójanowski                            |
| Oficer prowiantowy                       | ppor. Juliusz Neuman                               |
| Dowódca 7 baterii                        | ppor. Stanisław Żmudziński                         |
| Dowódca 7 baterii                        | por. Kołodziej                                     |
| Dowódca 7 baterii                        | por. Stefan Roman Bukowski (od 13 V)               |
| Oficer baterii                           | ppor. Edmund Trojanowski                           |
| Dowódca 8 baterii                        | por. Józef Wartanowicz                             |
| Dowódca plutonu                          | chor. Jakub Zielonka                               |
| Oficer baterii                           | ppor. Pohl                                         |
| Oficer baterii                           | ppor. Wiktor Rokita                                |
| Dowódca 9 baterii                        | por. Sielecki (IV)                                 |
| Dowódca 9 baterii                        | por. Adolf Kalisman                                |
| Oficer baterii                           | ppor. Stefan Gostomski                             |
| Oficer baterii                           | ppor. Witold Witkiewicz                            |
| Oficer pułku                             | kpt. Wincenty Palczewski                           |
| Oficer pułku                             | por. Jerzy Kamiński                                |
| Oficer pułku                             | por. Tadeusz Krajewski (dezercja VII)              |
| Oficer pułku (dca 4 baterii?)            | por. Stanisław Piro                                |
| Oficer pułku                             | por. Jan Termer                                    |
| Oficer pułku                             | ppor. Kazimierz Kwiatkowski                        |
| Oficer pułku                             | ppor. Zygmunt Ryzik                                |
| Lekarz (przydział nieustalony)           | pchor. podlek. Jehuda Szpiro                       |
| Oficer sanitarny (przydział nieustalony) | ppor. san. Józef Ratz (chory)                      |
| Oficer sanitarny (przydział nieustalony) | ppor. san. Adolf Trent                             |
| Oficer sanitarny (przydział nieustalony) | pchor. san. Edward Mróz                            |
| Oficer sanitarny (przydział nieustalony) | pchor. san. Antoni Pilch (urlop akademicki)        |

## Pułk w walce o granice
Wyjście 113 pułku artylerii polowej na front
Od 26 września 1919 transporty z poszczególnymi bateriami 113 pułku artylerii polowej ruszyły na front. I i II dywizjon przemieściły się na linię rzeki Zbrucz w rejonie Czortkowa i weszły w skład grupy gen. Krajowskiego. III dywizjon pojechał do Wilna i wszedł pod rozkazy gen. Stanisława Szeptyckiego. Ze względu na zły stan zdrowotny koni i braki w stanie osobowym, dowódca frontu zlikwidował 7 baterię. Dowództwo dywizjonu wraz z 9 baterią stanowiły odwód artylerii 2 Dywizji Piechoty Legionów i stacjonowały we wsi Sodobówka, a 8 bateria została przydzielona do dyspozycji dowódcy grupy operacyjnej 2 pułku piechoty Legionów. Właśnie 8 bateria oddała pierwszy strzał podczas wypadu za Berezynę.
Walki na Podolu
W końcu listopada 1919 I i II dywizjon 113 pułku artylerii polowej maszerowały w składzie grupy gen. Franciszka Krajowskiego na wschód za Zbrucz i zajęły stanowiska na linii rzeki Smotrycz. Sztab pułku stacjonował w Skale, I dywizjon w Iwanowcach, II dywizjon w Oryninie, a 6 bateria w Kamieńcu. Na początku stycznia 1920 nawiązano pośredni kontakt bojowy z oddziałami bolszewickimi, a okres zimowy upłynął w małej styczności z nieprzyjacielem. Baterie wspierały piechotę przy odpieraniu ataków wroga oraz brały udział w wypadach na pozycje nieprzyjacielskie. W wyniku walk całkowicie rozbito bolszewicką 41 Dywizję Strzelców.
W drugiej połowie marca, na odcinku grupy gen. Krajowskiego, nieprzyjaciel rozpoczął działania zaczepne. Baterie brały udział zarówno w obronie, jak i w kontratakach. 6 lutego do pułku przybył z Pomorza IV dywizjon w składzie 10 i 11 baterii. 8 kwietnia powrócił też do pułku z północy III dywizjon. Nastąpiła gruntowna reorganizacja, po której pułk liczył osiem baterii (2–9). Z dniem 7 marca pułk zmienił nazwę na 18 Kresowy pułk artylerii polowej.
Działania 18 Kresowego pap w okresie wyprawy kijowskiej
25 kwietnia ruszyła polska ofensywa na Kijów. W natarciu 18 Dywizji Piechoty wzięły udział II i III dywizjon. Nieprzyjaciel stawiał słaby opór i baterie z piechotą toczyły tylko walki pościgowe, wspierając natarcia 42 pułku piechoty i 145 pp. Po zajęciu Kijowa 18 DP wraz z artylerią przeszła do odwodu 6 Armii.
I dywizjon brał udział w ofensywie w składzie 12 Dywizji Piechoty i wspierał 51 pułk piechoty. Nacierał przez Żmerynkę na Krzyżopol. 1 czerwca powrócił do pułku.
Walki odwrotowe
W połowie maja 1920 rozpoczęła się ofensywa bolszewicka. 18 DP skierowano na linię rzeki Sob, gdzie zluzowała 5 Dywizję Piechoty. II dywizjon zajął stanowiska pod Hajsynem, a III pod Ornatowem. 6 czerwca w walkach pod Ornatowem wyróżnił się pluton ogniowy 8 baterii chorążego Jakuba Zielonki. Ciężkie walki toczył też II dywizjon. Dzięki skutecznemu ogniowi 4 i 5 baterii nieprzyjaciel został odrzucony. Niestety, 19 szeregowych zostało wziętych do niewoli i zamordowanych przez kozaków. W nocy z 12 na 13 czerwca pułk otrzymał rozkaz do odwrotu nad rzekę Boh.
Od 21 czerwca pułk brał czynny udział w obronie rzeki i przedmości w Latyczowie i Nowokonstantynowie. Niektóre baterie brały również udział w wypadach za rzekę.
Walki z Konną Armią Budionnego
Na początku lipca pododdziały pułku rozpoczęły walki z Armią Konną Budionnego. 2 lipca 18 Dywizja Piechoty z artylerią skoncentrowała się w Starokonstantynowie z zadaniem uderzenia w kierunku Zasławia na tyły armii konnej. 3 lipca w rejonie Zasławia 18 pap wszedł w kontakt ogniowy z oddziałami Budionnego. Sześciotygodniowy udział pułku w walkach stanowi najwspanialszy okres dziejów 18 pułku artylerii polowej. Dywizjony wykonały w ciągu doby 70-kilometrowy marsz. Walki pułku w rejonie Zasławia, zdobycie Ostroga, Nagórzan, Obgowa, dwukrotnie Dubna i krwawo okupione zajęcie Chorupania to chwalebne karty w wojennych dziejach pułku.
W związku z nieustającym zagrożeniem skrzydeł i brakiem posiłków, 18 Dywizja Piechoty wycofała się spod Chorupania przez Radziwiłłów do Brodów. 25 lipca, prowadząc działania opóźniające, pułki piechoty pod osłoną ognia 18 pap wycofywały się na Podhorce, a przez następny tydzień prowadziły obronę ruchową połączoną z wypadami.
3 sierpnia cały 18 pap wziął udział w natarciu na Brody. Wspierał 36 Brygadę Piechoty. Celny ogień wszystkich baterii na las przy torze kolejowym Brody – Radziwiłłów przyczynił się do porażki kozaków Budionnego i wycofaniu się ich w kierunku na Krzemieniec.
Pułk w Bitwie Warszawskiej
7 sierpnia, zgodnie z decyzją Naczelnego Wodza, dywizję z organiczną artylerią załadowano do wagonów i przetransportowano na kierunek warszawski. 11 sierpnia 18 pap przybył do Modlina. Dywizjony przydzielone zostały do pułków piechoty 18 DP i wyruszyły nad Wkrę. W ciągu nocy 12 sierpnia dywizja obsadziła odcinek od wsi Zawady do Sochocina nad Wkrą i odpierała ataki silnych oddziałów bolszewickich. 13 sierpnia pod Józefowem, wspierająca 144 pułk piechoty 4 bateria walnie przyczyniła się do odrzucenia piechoty przeciwnika. 14 sierpnia 18 DP przeszła do działań zaczepnych. I i II dywizjon, operując w ugrupowaniu pułków piechoty, zostały przesunięte do Rzewina. Stąd skutecznie wspierały ogniem natarcie całej 18 Dywizji Piechoty. 18 sierpnia dywizja osiągnęła Nowe Miasto, a następnie Szlustowo, Świerszcze, Łopacin, Sońsk i dalej Sarnową Górę, Łopacin i Ojrzeń.
W dniu 16 sierpnia wyszło uderzenie znad Wieprza. Wojska bolszewickie zostały rozbite. 18 DP otrzymała zadanie zdobycia Mławy. Celem natarcia było odcięcie drogi odwrotu 3 Korpusowi Konnemu Gaja i bolszewickiej 4 Armii. Po ciężkich walkach Mława została zdobyta 21 sierpnia, a 24 i 25 sierpnia Korpus Gaja przekroczył granicę pruską.
Po zakończeniu walk w rejonie Mławy 18 pułk artylerii odpoczywał.
Działania na Wołyniu
Po 10-dniowym odpoczynku, 18 Dywizję Piechoty, wraz z artylerią, przerzucono do Chełma. Po kilkudniowym postoju 18 pap przemieścił się koleją do Dorohuska, a stąd marszem pieszym w obszar Dubienki. 11 września 42 pułk piechoty z II/18 pap, we współdziałaniu ze 144 pp, sforsował pod Dubienką Bug. Wspierające 36 Brygadę Piechoty dywizjony I i III, po przekroczeniu rzeki, skierowały się na Kowel. 3 bateria wsparła ogniem atakujących wsie Ruda i Maciejów. Pod Ślubową III dywizjon mjr. Dawidajtisa osłaniał skrzydło 49 pułku piechoty. Pod Kowlem poległ na punkcie obserwacyjnym por. Budzynowski, a kpt. Kalisman został ranny.
W wypadzie na Łuck 2 i 3 bateria stanowiły wsparcie ogniowe 36 Brygady. Z powodu niedostatecznego rozpoznania, oddziały polskie wpadły w zasadzkę. W walce z dwoma pociągami pancernymi poległ dowódca 2 baterii, por. Unger, a jego bateria poniosła ciężkie straty. Sytuację uratował ogień dział 3 baterii, który zmusił pociągi do odwrotu.
Działano również nieszablonowo. Szarża zwiadów dywizjonowych i bateryjnych, pod dowództwem mjr. Kondrata, pozwoliła zdobyć dwa karabiny maszynowe.
Walki na Podolu
We wrześniu 1920 pułk dysponował 75 mm armatami francuskimi.
W drugiej połowie miesiąca 18 DP skierowano nad Prypeć z zadaniem uderzenia na południowe skrzydło bolszewickiej 4 Armii. 25 września dywizja osiągnęła Prypeć i sforsowała ją. Nieprzyjaciel został odrzucony, a dywizja 28 września stanęła nad rzeką Jasiołdą. Pościg w kierunku na Łuniniec zakończył się 2 października zdobyciem miejscowości. To były ostatnie walki pułku.
Baterie przydzielone do pułków i batalionów piechoty nadal prowadziły pościg w kierunku wschodnim. 18 października osiągnęły rubież: Turów – Kopcewicze – Jezioro Kniaź. Tu dotarła do artylerzystów informacja o zawieszeniu broni.
Po zawieszeniu broni 18 pap jeszcze około roku pozostawał w strefie nadgranicznej.
W trakcie walk poległo i zmarło z ran 3 oficerów i 64 szeregowych. Krzyżem Srebrnym Orderu Wojskowego Virtuti Militari odznaczono 27 żołnierzy, a Krzyżem Walecznych 25 oficerów i 125 szeregowych.

### Kawalerowie Virtuti Militari
| Żołnierze pułku odznaczeni Krzyżem Srebrnym Orderu Wojskowego Virtuti Militari za wojnę 1918–1920 | Żołnierze pułku odznaczeni Krzyżem Srebrnym Orderu Wojskowego Virtuti Militari za wojnę 1918–1920 | Żołnierze pułku odznaczeni Krzyżem Srebrnym Orderu Wojskowego Virtuti Militari za wojnę 1918–1920 |
| ------------------------------------------------------------------------------------------------- | ------------------------------------------------------------------------------------------------- | ------------------------------------------------------------------------------------------------- |
| bomb. Antoni Andrzejewski                                                                         | st. ogn. Walenty Ceglarek                                                                         | mjr Władysław Dawidajtis                                                                          |
| plut. Wojciech Dobrzański                                                                         | st. ogn. Władysław Henzlik                                                                        | bomb. Władysław Janas                                                                             |
| kpr. Franciszek Jędras                                                                            | por. Dawid Kelhoffer                                                                              | mjr Franciszek Kondrat                                                                            |
| plut. Michał Kordula                                                                              | ppor. Jerzy Marx                                                                                  | kpr. Wincenty Palczewski                                                                          |
| mjr Wojciech Pietras                                                                              | ppor. Stanisław Piro                                                                              | bomb. Bolesław Pokorski                                                                           |
| ś.p. kpr. Antoni Rembisz                                                                          | plut. Ignacy Sosnowski                                                                            | ś.p. płk Aleksander Strzemiński                                                                   |
| pot. Gustaw Tomaszewski                                                                           | kpt. Franciszek Ungeheuer                                                                         | ś.p. por. Konrad Unger                                                                            |
| plut. Paweł Wach                                                                                  | por. Józef Wartanowicz                                                                            | st. ogn. Wincenty Woźniak                                                                         |
| chor. Jakób Zielonka                                                                              |                                                                                                   |                                                                                                   |

## Pułk w okresie pokoju

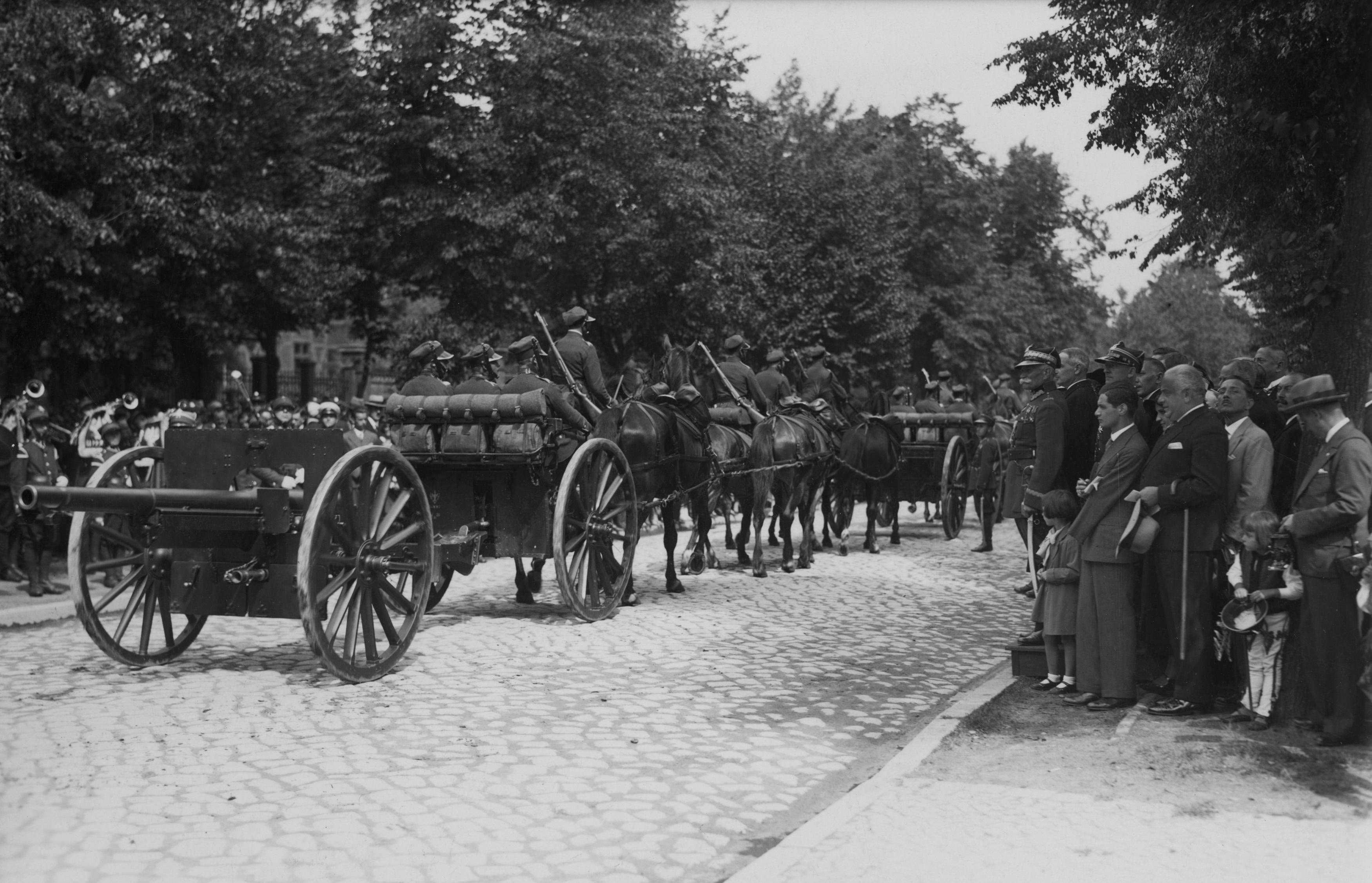
Polska armata 75mm wz.1897 artylerii lekkiej – defilada w Bydgoszczy; 1931 r.

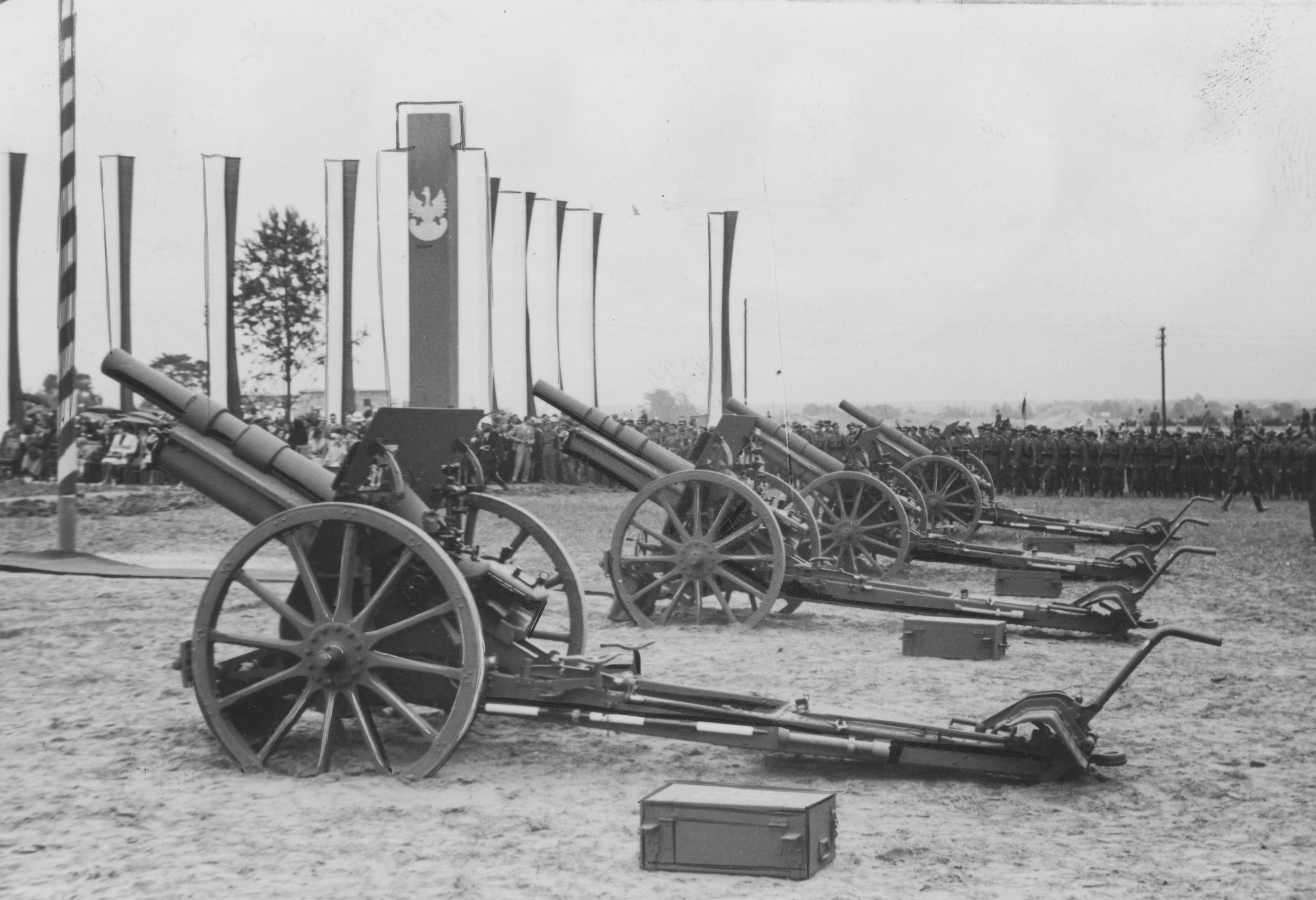
100 mm haubice wz. 14/19

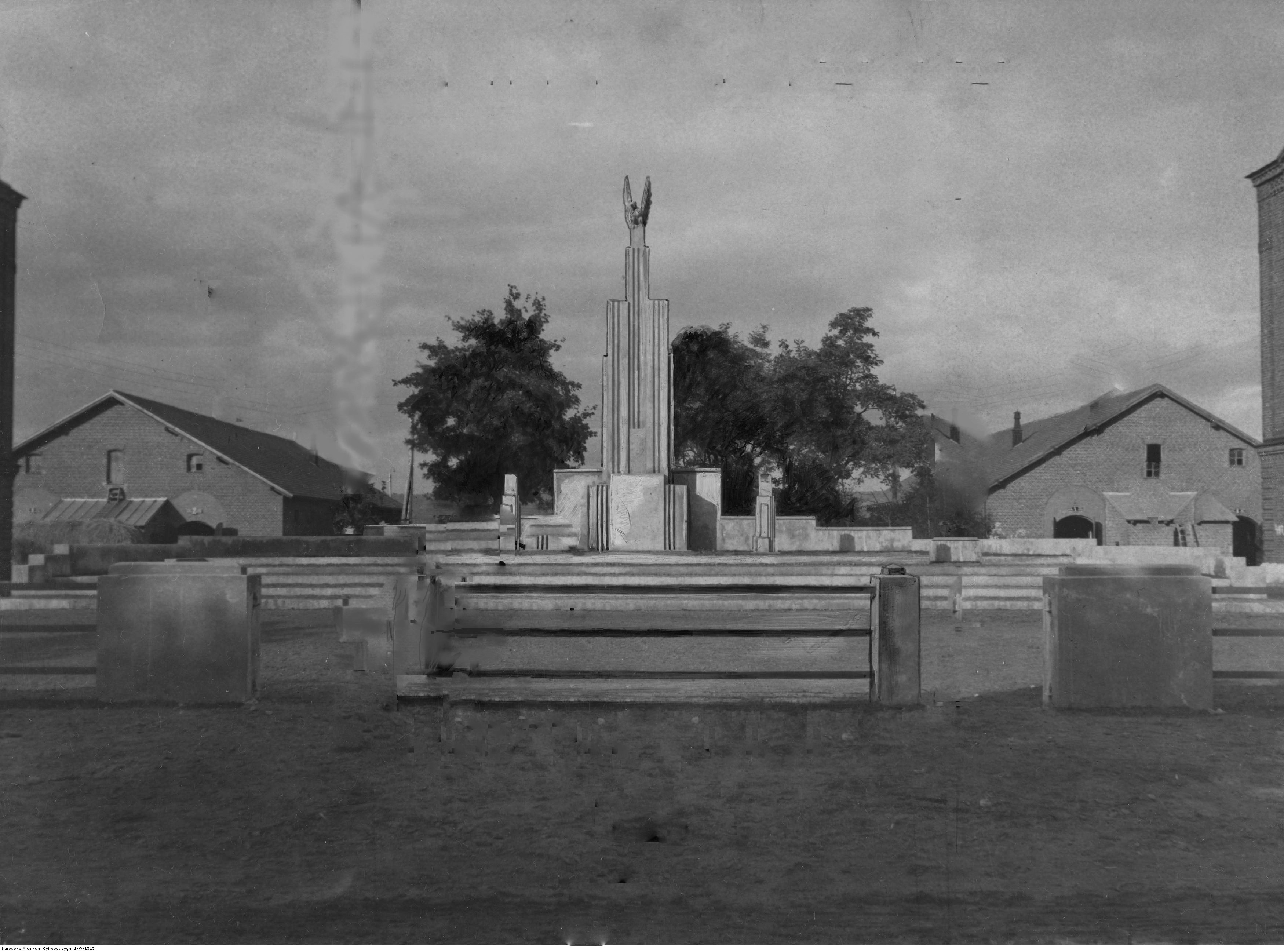
Pomnik 18 pal w Ostrowi Mazowieckiej wzniesiony w 1931 r.

Po zakończeniu działań wojennych 18 pułk artylerii lekkiej początkowo pozostał na wschodnich rubieżach Rzeczypospolitej. 6 listopada 1920 dowództwo pułku wraz z 4., 5. i 6. baterią stało w Drebsku, I/18 pap stał w Leninie, dowództwo III/18 pap przebywało w Dawidgródku, 7/18 pap w Breniewie, 8/18 pap w Turowie, a 9/18 pap w Chorsku.
W grudniu 1920 pułk zakwaterowany był w Białymstoku, a III dywizjon w Sokółce. 23 marca 1921 w Pińsku dokonywano przeglądu sprzętu artyleryjskiego. W tym czasie w ośmiu bateriach znajdowało się 36 armat 75 mm.
1 listopada 1921 w Zambrowie stacjonował I i II dywizjon. Już 3 stycznia 1922 dowództwo pułku i sześć baterii znajdowało się w Łomży. Prawdopodobnie w drugiej połowie 1922 pułk przybył do Ostrowi i został zakwaterowany w koszarach różańskich. W Zambrowie pozostał I dywizjon, który dopiero 12 września 1929 dołączył do pułku.
Uzbrojenie
Po przybyciu pułku do Polski, każda bateria posiadała cztery francuskie 75 mm armaty wz. 97, a w I i II dywizjonie znajdowały się lekkie kolumny amunicyjne. Na front wojny polsko-bolszewickiej wyruszyło łącznie dziewięć baterii. IV dywizjon po powrocie z Pomorza udał się na front, ale praktycznie stanowił tylko źródło uzupełnienia pozostałych dywizjonów. W 1923 weszły na uzbrojenie pułku 100 mm haubice. Na dzień 30 września 1923 18 pap dysponował 18 75 mm armatami wz. 97, 100 mm 4 haubicami wz. 16/14, 14 karabinami maszynowymi „Maxim”, 1352 karabinami produkcji francuskiej, 152 pistoletami i posiadał 281 niemieckich szabel kawaleryjskich. W wykazach z 1925 znajdują się też haubice 105 mm, haubice wz. 98/69 i trzycalowe armaty wz. 02. Z biegiem lat ujednolicono sprzęt artyleryjski. Pod koniec lat dwudziestych wszystkie haubice trafiły do III dywizjonu. Broń krótką kadra zawodowa i podoficerowie nadterminowi nabywali na własny koszt. Najpopularniejsze były automatyczne rewolwery belgijskie kal. 6,35 i 7,65 mm.
Szkolenie w pułku
Corocznie do pułku wcielano od czterystu do czterystu osiemdziesięciu rekrutów. Rekrut szkolony był według dwunastotygodniowego programu szkolenia, podzielonego na dwa okresy: okres przygotowawczy trwający 4 tygodnie i okres szkolenia w baterii szkolnej. Żołnierze przydzieleni byli do grupy pieszej lub jezdnej. Dużą wagę przywiązywano do kształtowania właściwych postaw obywatelskich. Uczono historii i wiedzy o świecie współczesnym. Omawiano współczesne wydarzenia, z uzasadnieniem miejsca i roli w nich państwa polskiego. Wszelkie próby działalności o charakterze komunistycznym były bezwzględnie tępione.
Po przysiędze żołnierzy przydzielano na stanowiska kanonierów do poszczególnych baterii. Jesienią tych najzdolniejszych, a umiejących czytać i pisać, kierowano do pułkowej szkoły podoficerskiej. Ogólna liczba elewów zazwyczaj nie przekraczała stu. Każdy turnus trwał około cztery i pół miesiąca.
Większość żołnierzy pułku szkolono w ramach baterii. Część kierowano na kursy dla kucharzy, radiotelegrafistów, przeciwgazowe, taborowe, woźniców, czyszczenia i pielęgnowania koni, sanitariuszy, pożarników, sprzętowych, szoferów, łączników konnych, puszkarzy itp. Kładziono nacisk na praktyczne kształtowanie nawyków, dających gwarancję wykonania zadań bojowych.
Praktyczne sprawdzenie umiejętności odbywało się na przykoszarowych placach ćwiczeń oraz podczas letniej koncentracji bądź szkoleń na poligonie „Czerwony Bór”. Oficerowie uczestniczyli w wykładach lub grach wojennych na mapach. Na ćwiczenia zwykle powoływani byli oficerowie i podchorążowie rezerwy.
Latem odbywała się koncentracja wszystkich jednostek 18 Dywizji Piechoty. Dywizjony 18 pal ćwiczyły wspólnie z pułkami artylerii. Dowódcy pułków, wraz ze swoimi zastępcami, którzy nie mieli możliwości dowodzić w pełni ukompletowanym pułkiem na poligonie, uczestniczyli w ćwiczeniach aplikacyjnych prowadzonych przez dowództwo dywizji lub też grupy artylerii. Na okres ćwiczeń powoływano żołnierzy rezerwy. 1 marca 1939 ponadplanowo uruchomiono pułkową szkołę podoficerską. Od 29 lipca rozpoczęto ćwiczenia służby polowej dla oficerów rezerwy.
Święta i uroczystości
Największą uroczystością państwową z udziałem wojska były obchody święta Konstytucji 3 Maja i rocznicy odzyskania niepodległości. W przeddzień świąt organizowano capstrzyk z orkiestrą. Rano w dniu święta uroczyście ogłaszano pobudkę. Żołnierze stawali na zbiórce i po złożeniu meldunku dowódcy pułku maszerowali, ze śpiewem, do Ostrowi.
Niemniej ważnym świętem, obchodzonym z rozmachem, było święto pułku.
19 maja 1927 roku minister spraw wojskowych marszałek Polski Józef Piłsudski ustalił i zatwierdził dzień 26 września, jako datę święta pułkowego. Pułk obchodził swoje święto w rocznicę wyjazdu na front w roku 1919. 17 lipca 1937 minister spraw wojskowych generał dywizji Tadeusz Kasprzycki zmienił datę święta pułkowego 18 pal z dnia 26 września na dzień 6 czerwca – rocznicę przybycia pułku do Polski z Armią gen. Hallera.
Obchody rozpoczynano w przeddzień pogadankami o historii pułku oraz apelem poległych. Wieczorem odczytano listy poległych w okresie wojny polsko-bolszewickiej, a w czasie odczytywania nazwisk orkiestra grała marsza żałobnego. Pluton artylerii oddawał 4 salwy. W czasie apelu paliły się 3 stogi i 6 pochodni.
W dniu święta wszyscy żołnierze uczestniczyli w mszy św. w kościele garnizonowym, a po powrocie do koszar, w czasie uroczystej zbiórki, wręczano odznaki pułkowe, awanse i inne wyróżnienia. Zbiórkę kończyła defilada na szosie różańskiej, a trybunę honorową od września 1932 ustawiano przed pomnikiem. Po południu i wieczorem w każdym z dywizjonów organizowano imprezy o charakterze rekreacyjnym.
Ważnym momentem w funkcjonowaniu jednostki była przysięga wojskowa, organizowana zawsze w sposób uroczysty. Przed zaprzysiężeniem wszyscy kanonierzy brali udział w mszy świętej, a następnie stawali w kolumnach „wyznaniowych”. Przysięgę przyjmowali kapłani.
25 marca 1939 roku dowódca pułku ppłk Witold Sztark uczestniczył w odprawie, którą prowadził nowo mianowany dowódca Samodzielnej Grupy Operacyjnej „Narew” gen, bryg. Czesław Młot-Fijałkowski. Będąca w jej składzie 18 Dywizja Piechoty miała pełnić zadania osłonowe od strony Prus Wschodnich. Pułki piechoty miały bronić rejonów w rejonach Piątnicy, Nowogrodu i Łomży. 18 pułk artylerii lekkiej miał wykonywać zadania wsparcia ogniowego. Działalność pułku stopniowo przechodziła na tory wojenne. Ze względu na zwiększone potrzeby mobilizacyjne uruchomiono szkołę podoficerską. Na stacji kolejowej prowadzono ćwiczenia załadowczo-wyładowcze. Pułk rozpoczął uzupełnianie stanów osobowych, sformowano trzy baterie, rozwinięto do etatu baterii „pokojowy” pluton łączności, utworzono baterię remontową i pluton topograficzno-ogniowy. W maju pluton topograficzno-ogniowy określił współrzędne punktów orientacyjnych w terenie od Ostrołęki do Wizny.
| Obsada personalna i struktura organizacyjna w marcu 1939: | Obsada personalna i struktura organizacyjna w marcu 1939: |                             |
| stanowisko                                                | stopień, imię i nazwisko                                  | stanowisko we wrześniu 1939 |
| --------------------------------------------------------- | --------------------------------------------------------- | --------------------------- |
| dowódca pułku                                             | ppłk Witold Sztark                                        | dowódca 18 pal              |
| I zastępca dowódcy                                        | ppłk Teofil Szadziński                                    | dowódca 38 pal              |
| adiutant                                                  | mjr Marian Marcin Jędrychowski                            | oficer sztabu 41 DP         |
| naczelny lekarz medycyny                                  | kpt. dr Gustaw Walenty Terlecki                           |                             |
| starszy lekarz weterynarii                                | mjr Marian Nowak                                          |                             |
| oficer zwiadowczy                                         | mjr Wiktor Stanisław Osikowski                            | dowódca II/28 pal           |
| dowódca plutonu top.-ogn.                                 | kpt. Stanisław Henryk Siarkowski *                        |                             |
| dowódca baterii remontów                                  | kpt. Kazimierz Nowacki                                    |                             |
| II zastępca dowódcy (kwatermistrz)                        | mjr Zygmunt Mierzwiński                                   |                             |
| oficer mobilizacyjny                                      | kpt. Wacław Kalinka                                       |                             |
| zastępca oficera mobilizacyjnego                          | por. Kazimierz Kozko                                      |                             |
| oficer administracyjno-materiałowy                        | kpt. adm. (art.) Jan Piotr Żak                            |                             |
| oficer gospodarczy                                        | por. int. Józef Bauc                                      |                             |
| oficer żywnościowy                                        | por. Stanisław Klepacki                                   |                             |
| dowódca plutonu łączności                                 | p.o. por. Władysław Wujclk                                |                             |
| oficer plutonu                                            | ppor. Stanisław Bogumił Stach                             |                             |
| dowódca szkoły podoficerskiej                             | por. Mieczysław Zieliński                                 |                             |
| zastępca dowódcy                                          | ppor. Witalis Teul                                        |                             |
| dowódca plutonu                                           | ppor. Tadeusz Marcin Bochat                               |                             |
| dowódca plutonu                                           | ppor. Stanisław Alojzy Czwaczka                           |                             |
| dowódca plutonu                                           | ppor. Edward Ossowski                                     |                             |
| dowódca I dywizjonu                                       | mjr Eugeniusz Bajer                                       |                             |
| dowódca 1 baterii                                         | kpt. Władysław Kowalewski                                 |                             |
| dowódca plutonu                                           | ppor. Kazimierz Marek Roman                               |                             |
| dowódca 2 baterii                                         | por. Stanisław Gudejko                                    |                             |
| dowódca plutonu                                           | ppor. Marian Kasprzak                                     |                             |
| dowódca II dywizjonu                                      | mjr Józef Lis                                             |                             |
| dowódca 4 baterii                                         | kpt. Wojciech Józef Przybyło                              |                             |
| dowódca 5 baterii                                         | kpt. Onufry Kaczanowski                                   |                             |
| dowódca 6 baterii                                         | kpt. Stanisław Henryk Siarkowski (*)                      |                             |
| dowódca III dywizjonu                                     | mjr Józef Badecki                                         |                             |
| dowódca 7 baterii                                         | por. Maksymilian Alfons Czarnecki                         |                             |
| dowódca 8 baterii                                         | p.o. ppor. Marian Antoni Aseńko                           |                             |
| odkomenderowany                                           | kpt. Stanisław Krug                                       |                             |
| na kursie                                                 | por. kontr. Włodzimierz Taranowicz                        |                             |
| na kursie                                                 | por. Józef Czarnota                                       |                             |

## 18 pal w kampanii wrześniowej

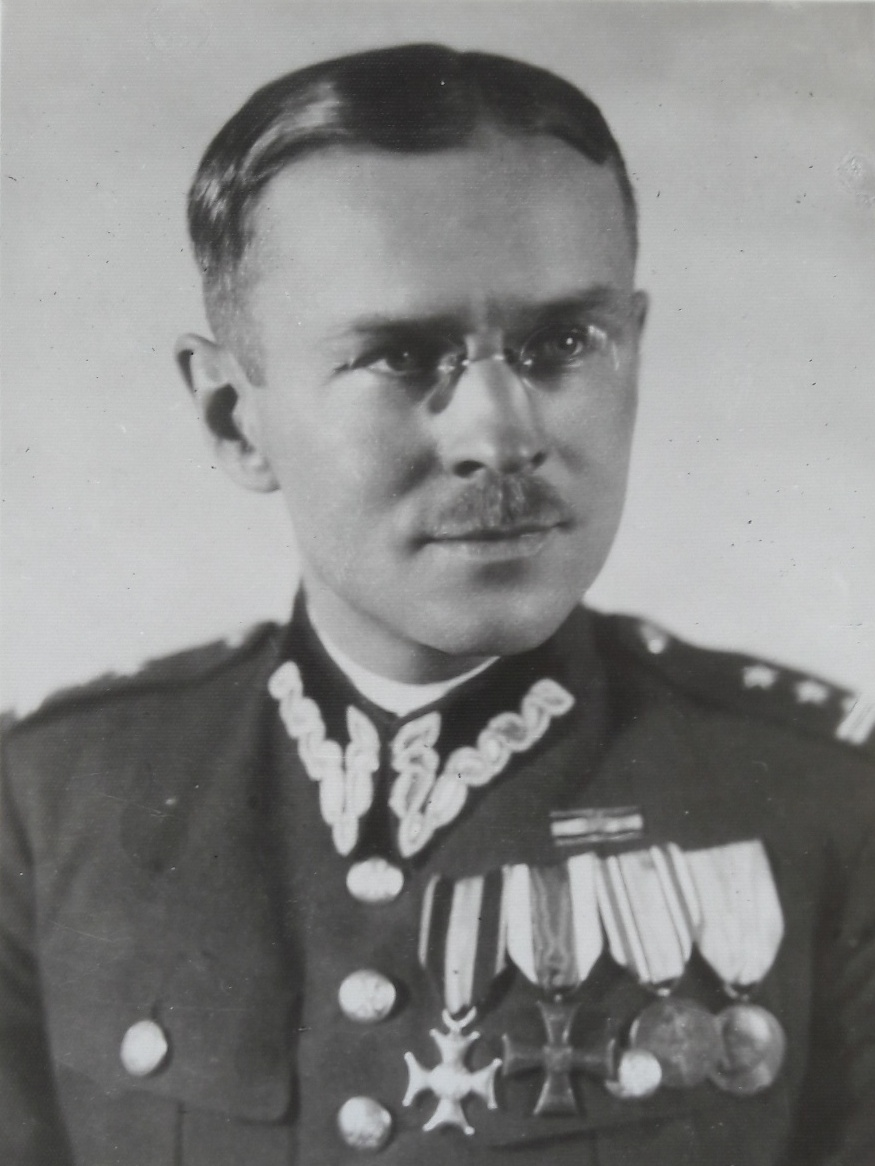
Dowódca 18 pal w 1939 ppłk Witold Sztark

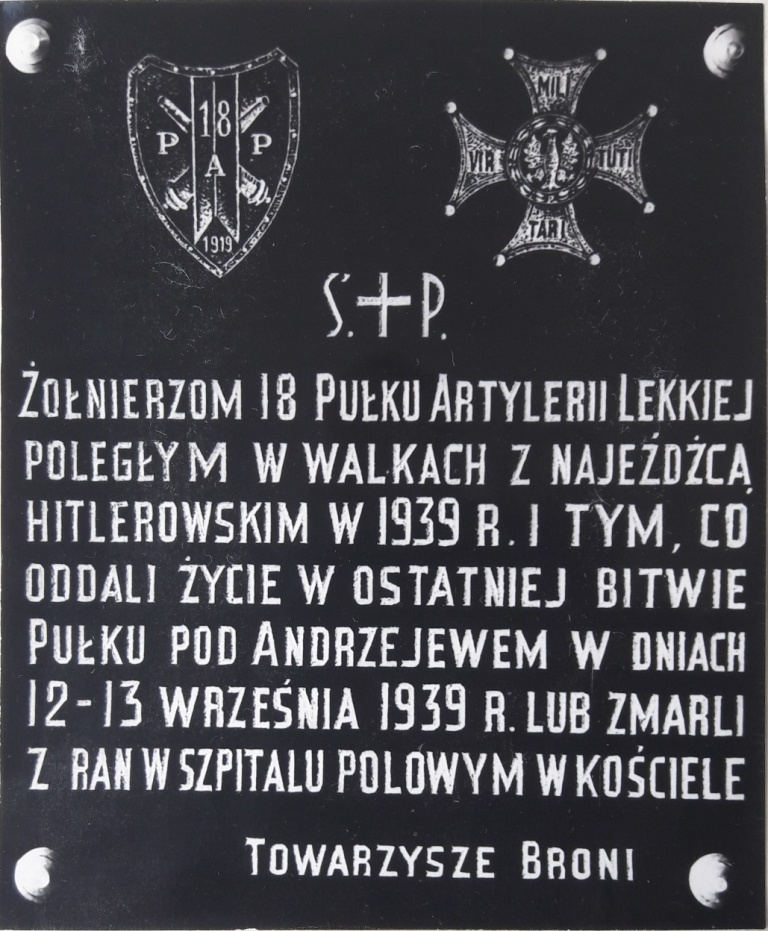
Tablica pamiątkowa ku czci żołnierzy 18 pal wmurowana na filarze kościoła w Andrzejewie

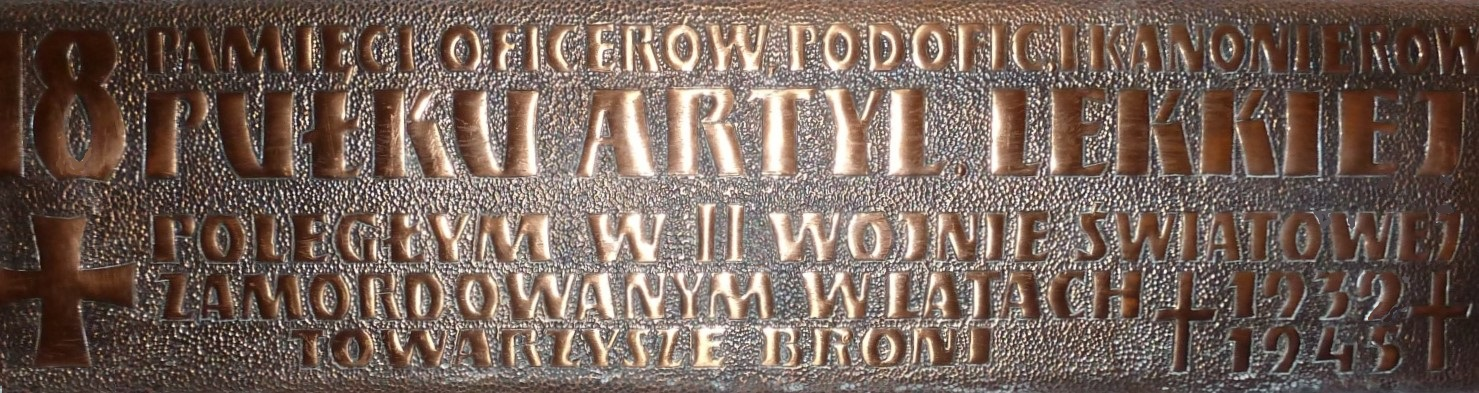
Tablica upamiętniająca żołnierzy 18 pal w podziemiach kościoła św. Marcina w Warszawie

### Mobilizacja
Nocą z 23 na 24 sierpnia 1939 oficer służbowy garnizonu przekazał oficerowi służbowemu pułku sygnał „Chabry”, a goniec na motocyklu przywiózł zalakowaną kopertę z rozkazem o mobilizacji alarmowej. Na porannej odprawie oficer mobilizacyjny kpt. Wacław Kalinka wręczył dowódcom baterii niezbędne dokumenty. Pułk mobilizował dowództwo pułku, I dywizjon artylerii armat 75 mm, II dywizjon artylerii armat 75 mm, III dywizjon artylerii haubic 100 mm. Baterie uzupełniały swoje składy osobowe w okolicznych lasach i wsiach. Oprócz własnych pododdziałów w 18 pal zgodnie z planem mobilizacyjnym w grupie "niebieskiej" zmobilizowano jednostki dywizyjne; pluton parkowy uzbrojenia nr 102, kolumna taborowa nr 112 i warsztat taborowy nr 102. Dodatkowo w ramach mobilizacji powszechnej w I rzucie zmobilizowano III dywizjon haubic 51 pułku artylerii lekkiej i własną baterię marszową pułku.

### Działania i walki 18 pal
Po osiągnięciu gotowości bojowej 1 dywizjon przeszedł w okolice Ostrołęki do dyspozycji dowódcy 42 pułku piechoty, II dywizjon w okolice Nowogrodu jako wsparcie III/33 pułku piechoty, a III dywizjon w okolice Łomży jako wsparcie I /33 pp. W nocy z 30 na 31 sierpnia baterie 18 pal zajęły stanowiska ogniowe i punkty obserwacyjne. Na przedpole w rejon Łodzisk wyszła 2 bateria przeznaczona do osłony III/42 pp.

#### Obrona linii Narwi
1 września 1939 roku o 4.45 niemieckie samoloty wtargnęły na terytorium Polski i rozpoczęły bombardowanie węzłów komunikacyjnych i miast. Rozpoczęła się II wojna światowa.
Na Myszyniec uderzyły pododdziały niemieckiej 1 Brygady Kawalerii. Po zepchnięciu jednostek Straży Granicznej i kompanii Obrony Narodowej zajęły Dylewo. Tu zostały zatrzymane 2 września przez III batalion 42 pułku piechoty, wspierany ogniem 2 baterii armat. Ponownie 3 września 2 bateria wspierała walki poszczególnych kompanii III/42 pp. 2 i 4 baterie przygotowywały się 4 września do wykonania kontruderzenia na nieprzyjacielską kolumnę zmotoryzowaną wchodzącą w lukę pomiędzy lewe skrzydło SGO "Narew" i Armii "Modlin" w rejonie Myszyńca i Kadzidła. Z uwagi na przejazd niemieckiej kolumny w kierunku Przasnysza, 71 pp i III/42 pp natarcia nie przeprowadziły. Będąca w ugrupowaniu batalionu III/42 pp 2 bateria pozostawała na tymczasowych stanowiskach ogniowych do 5 września, by następnie wycofać się na lewy brzeg Narwi. 7 bateria haubic prowadziła ostrzał niemieckich patroli rozpoznających rzekę Narew w okolicach Łomży. Na pozostałych odcinkach baterie 18 pal ognia nie otwierały.
5 września wytworzyła się niebezpieczna sytuacja, związana z możliwością oskrzydlenia całej Samodzielnej Grupy Operacyjnej „Narew”. Wobec powyższego, Naczelny Wódz nakazał dowódcy SGO dokonanie częściowego przegrupowania podległych mu wojsk w celu przejęcia odcinka „Różan”. 5 września II dywizjon został przegrupowany z odcinka Nowogród, do lasu w rejonie Laskowca w pobliżu Ostrołęki, 4 bateria tego dywizjonu znajdowała się przy 71 pp. 6 września II dywizjon przegrupował się do rejonu Lipniki i Borowe celem zajęcia stanowisk ogniowych, w trakcie czego 5 bateria poniosła straty od ostrzału artylerii niemieckiej. Po przegrupowaniu, w gotowości natarcia na kierunek Różana stało 11 batalionów piechoty i 5 dywizjonów artylerii. Bataliony piechoty i dywizjony artylerii czekały cały dzień na odpowiedni rozkaz. II/18 pal i 18 dywizjon artylerii ciężkiej miały stanowić bezpośrednie wsparcie 71 pułku piechoty. W wyniku sprzecznych rozkazów, polskie natarcie nie doszło do skutku, a Niemcy sforsowali Narew i wyszli na tyły wojsk polskich.
7 września pododdziały niemieckiej 10 Dywizji Pancernej i Brygady „Lötzen” zaatakowały forty Piątnicy, bronione przez I/33 pułku piechoty. Uderzenie to, dzięki wsparciu ogniowemu III dywizjonu, zostało odparte. Jeszcze tego samego dnia wieczorem oddział rozpoznawczy 21 Dywizji Piechoty nacierał na polskie pozycje pod Nowogrodem. Odcinka bronił III/33 pp i kompania forteczna(4 kompania ckm/33 pp) kpt. Kordiaczyńskiego. Uderzenie niemieckie na Nowogród wymusiło zmianę stanowisk ogniowych III dywizjonu. 7 bateria pozostała w fortach w Piątnicy, z dotychczasową podległością, 9 bateria w nocy z 7 na 8 września przeszła do Grąd z zadaniem wsparcia obrony Nowogrodu, a 8 bateria przegrupowana została do rejonu Kupisk Starych z zadaniem ogniowego wspierania I batalionu i ośrodka obrony w Nowogrodzie. 8 września baterie 1. i 3. obezwładniły niemiecką baterię artylerii w rejonie Olszewa. Baterie I dywizjonu celnie ostrzelały tyralierę piechoty wroga na odcinku Nożewo-Ostrołęka, powstrzymując jej marsz.
8 i 9 września 33 pułk piechoty, przy stosunkowo słabym wsparciu artylerii, toczył ciężkie walki pod Nowogrodem. 9 września niemieckim grupom dywersyjnym udało się wysadzić w powietrze składy amunicji artyleryjskiej w rejonie stacji kolejowej Śniadowo. Utrudniło to zaopatrzenie III dywizjonu, który musiał zaopatrywać się w amunicję w Żyźniewie. 9 września gros sił 18 pal zajmowało stanowiska ogniowe w rejonie Miastkowo – Tarnowo (I dywizjon w bezpośrednim wsparciu 42 pp) i Kleczkowo – Kamieniew (II dywizjon, wspierający 71 pp). W tym dniu, stanowiąc załogę Łomży, batalion 33 pp wspierany przez 7 baterię odparł nacierające pododdziały rozpoznawcze.

10 września 71 pułk piechoty, wsparty ogniem II dywizjonu oraz 18 dac, zaatakował nieprzyjaciela w Jakaci. Niemcy zostali rozbici. W polskie ręce wpadło 12 dział, 5 czołgów i znaczna liczba samochodów. Straty polskie były nieznaczne.
W nocy z 9 na 10 września następowało luzowanie wykrwawionego 33 pułku piechoty przez pododdziały 42 pp. Razem z piechotą na nowe stanowiska ogniowe przechodził I dywizjon 18 pal. 10 września ok. godz.16 42 pp, część 33 pp wspierane przez I i III dywizjony 18 pal podjął natarcie mające wyprzeć nieprzyjaciela za Narew. Dywizja nie była jednak w stanie zepchnąć Niemców poza rzekę. O 22.00 zarządzono odwrót znad Narwi. 3 bateria walczyła z czołgami nieprzyjaciela. 71 pp wraz z II dywizjonem i 18 dac otrzymał rozkaz wykonania marszu w kierunku na Zambrów.
10 września pod Nowogrodem 9 bateria od ostrzału artylerii wroga straciła 2 haubice. Około 17.00 lotnictwo niemieckie zaatakowało miejsce postoju dowództwa 18 pal w Radogoszczy. Od bomb zginęli: adiutant pułku kpt. Stanisław Siarkowski, dowódca plutonu topograficzno-ogniowego ppor. Stanisław Czwaczka, plut. Teodor Stefaniak, kan. T. Podgórski i co najmniej jedenastu żołnierzy. Ranni byli: dowódca pułku ppłk Witold Sztark, por. Władysław Wójcik, pchor. Rytl i ogn. A. Hryniewicz. Ciężko rannych odwieziono do szpitala w Czaplicach.

#### Bój o Zambrów
Wobec zwiększającego się nacisku ze strony sił niemieckich, w nocy 10/11 września pododdziały artylerii przegrupowały się: I dywizjon z 42 pp przeszedł do lasów Czerwony Bór, II dywizjon z 71 pp przesunął się pod Zambrów, III dywizjon z 33 pp odchodził w znacznym rozproszeniu. W dobrym stanie znajdowała się tylko załoga Łomży z 7 baterią.
11 września 71 pułk piechoty, przy wsparciu II dywizjonu, stoczył ciężkie walki o Zambrów. Baterie II dywizjonu wykorzystywały odkryte stanowiska ogniowe i strzelały ogniem bezpośrednim do czołgów i niemieckiej piechoty. Działania kombinowanych oddziałów 33 pp kpt. Palęckiego i por. Smagowicza wspierała 7 bateria haubic. Poległ wysunięty obserwator ppor. Kazimierz Oćwieja. Niemiecki kontratak piechoty z Zambrowa wyszedł na tyły 5 baterii, w walce wręcz zginęło kilku kanonierów. Utracono konie do czterech zaprzęgów. Zredukowało to baterię do plutonu. Również doszło do pomyłki i półgodzinnej walki bratobójczej we mgle, pomiędzy II/71 pp i wspierającą go 4/18 pal, a ostrzeliwujących stanowiska batalionu z lasu pod miejscowością Długoborz szwadronów 1 pułku Ułanów Krechowieckich.
Wobec braku możliwości przebicia się przez Zambrów, dowódca 18 DP płk dypl. Stefan Kossecki nakazał wycofanie się w kierunku na Andrzejewo i Nur za Bug. 18 Dywizja Piechoty 12 września w rejonie Łętownicy zebrał się 71 pp wraz z II dywizjonem i 7 baterią 18 pal i 18 dac, w Srebrnej 42 pp z I/18 pal i w rejonie Srebrny Borek  33 pp z III/18 pal (bez 7 baterii). W trakcie domarszu do rejonu ok. godz.22 pluton 5 baterii ogniem na wprost, odparł atak czołgów niemieckich na szosie Ostrów Mazowiecka-Zambrów niszcząc 2 czołgi. Część kolumny rozproszyła się, do punktu zbiórki dotarł tylko jeden działon 7 baterii, reszta 7 baterii haubic w dniu 13 września okrążona dostała się do niewoli. Maszerujący w straży tylnej 42 pp, III batalion wraz ze wspierającą go 3 baterią zostały odcięte na zachodnim skraju Czerwonego Boru. Przebijający się batalion wspierany był ogniem 3 baterii, aż do wyczerpania amunicji, po czym bateria została rozwiązana. Po zniszczeniu armat podzielona na grupy bateria w większości 13 września dostała się do niewoli, wraz z poszukującym zagubionej baterii dowódcą I dywizjonu mjr Mierzwińskim.

#### Walki o przełamanie okrążenia
W miejscu koncentracji dywizji w rejonie Łętownicy-Andrzejewa z 18 pal pozostało: dowództwo pułku, 9 bateria haubic z 3 działami przy 33 pp, 2 bateria z 3 armatami, 4 bateria przy 42 pp i bateria 6, pluton 5 baterii oraz działon 7 baterii przy 71 pp. Razem w pułku było jeszcze 18 dział gotowych do użycia. Około 10.00 71 pp wraz z zebranymi z tyłów pułków, w tym 18 pal żołnierzami przy wsparciu II dywizjonu rozpoczął natarcie na Andrzejewo, celem otwarcia drogi z okrążenia jednostek niemieckiego XIX Korpusu Armijnego. Po ciężkim zranieniu dowodzącego natarciem dowódcy dywizji płk dypl. Kosseckiego, dowództwo dywizji przejmuje dowódca PD płk Hertel. Następne natarcie zebranego zgrupowania piechoty 33 i 71 pp i innych żołnierzy dywizji wspiera II dywizjon, pozostałości III dywizjonu oraz 18 dac i 18 bateria artylerii plot. ponowne natarcie dwóch zgrupowań na Andrzejewo zostaje zatrzymane niemieckim kontratakiem, który odparto głównie ogniem zaporowym całości artylerii.  Działania trwały cały dzień i przeciągnęły się do godzin nocnych.
Jeden z uczestników tamtych wydarzeń, dowódca łączności 4 baterii kpr. Kazimierz Iwaszkiewicz wspomina:

Z naszego dywizjonu pozostało tylko sześć dział. Nie ma dowódców naszej baterii. Całością dowodzi dowódca dywizjonu kpt. Kaczanowski. Zajmujemy stanowiska ogniowe za Łętownicą, kierunek ostrzału Andrzejewo, szosa Andrzejewo – Czyżew. (...) Około południa Niemcy zamknęli pierścień wokół Łętownicy. Nieprzyjaciel atakuje ze wszystkich stron. Przetaczamy dwa działa na kierunek Srebrny Borek, z pozostałych czterech dział prowadzimy ogień na Andrzejewo. Ognia nie przerywamy ani na chwilę. Na rozpalone lufy dział nakładamy mokre worki, które moczymy w pobliskim rowie. Obsługa dział uwija się jak w ukropie. Szczególną dzielność wykazują żołnierze wyznania mojżeszowego, którzy z reguły zajmują funkcje celowniczych. Jesteśmy w krzyżowym ogniu. Zewsząd nacierają i strzelają Niemcy. Próby przebicia się nie odnoszą skutku. Wewnątrz kotła zaczyna być tragicznie. Zdarzają się wypadki samobójstw. Jeńcy, których ciągnęliśmy ze sobą, ulegają panice.

Około 18.00 od strony Zambrowa do Srebrnego Borka wdarły się czołgi. Zostały one odparte ogniem na wprost z dział 6 baterii. Unieruchomiono kilka czołgów, bateria straciła jedno działo. Sprawnie kierowana artyleria przez pełniącego funkcję obserwatora por. W. Wujcika, całością ognia precyzyjnie ostrzeliwała niemiecką kolumnę pancerno-motorową. O godz. 22.00 podjęto też kolejną próbę wyjścia z okrążenia. Sformowano kolumnę szturmową składającą się z piechoty i pojedynczych dział artylerii. W szpicy maszerował działon artylerii i dwa działka przeciwpancerne, za nimi trzy ciężarowe samochody załadowane piechotą oraz trzy samochody osobowe. Po obu stronach kolumny maszerowali żołnierze z bagnetami na karabinach. Straż tylną stanowił oddział piechoty uzbrojony w dużą ilość broni maszynowej oraz kilka dział artylerii. W sumie kolumna liczyła przeszło pięciuset ludzi. Za kolumną szturmową miały maszerować tabory z rannymi i chorymi. Natarcie grupy uderzeniowej wpadło w zasadzkę ogniową wśród wielu poległych oficerów i żołnierzy był płk Hertel. Kapral Iwaszkiewicz pisze:

Wieczorem ponawiamy natarcie. Często padają zabici, jest wielu rannych. Ginie dowódca dywizji płk Hertel. Bój przeciąga się do późnych godzin nocnych. Strzelamy do ostatniego pocisku. Potem wszystko cichnie. Słychać tylko jęki konających i rannych. Widzę, jak w punkcie sanitarnym, który umieszczony został w budynku mleczarni, przez próg sączy się krew...

Pod osłoną nocy udało się wydostać z okrążenia kilku grupom żołnierzy. Część 33 pułku piechoty z częścią III dywizjonu przedostała się do Czerwonego Boru. Część żołnierzy i oficerów 18 pal, po zniszczeniu lub uszkodzeniu pozostałych dział usiłowała się przedostać z okrążenia konno lub pieszo. Części się udało i dołączyli do innych walczących jednostek Wojska Polskiego lub przedostała się do miejsc zamieszkania. Po wszelkich zorganizowanych próbach przebicia się, kontuzjowany dowódca 18 pal ppłk Sztark objął dowództwo nad resztkami dywizji. 18 DP utraciła zdolność bojową. W tej sytuacji ppłk Sztark o świcie 13 września wysłał dwóch parlamentariuszy do dowództwa niemieckiej 20 DP. Poinformowali oni przeciwnika, że na polu walki pozostali tylko ranni i w związku z tym polski dowódca prosi o udzielenie im pomocy. Niemcy niezwłocznie przybyli na miejsce i po ocenie sytuacji wydali zarządzenie zebrania i opatrzenia rannych żołnierzy.18 Dywizja Piechoty i będący w jej składzie 18 pułk artylerii lekkiej przestały istnieć.
Dowódca 18 pal tak relacjonuje wykonanie swojego ostatniego zadania:

[...] wysłałem o świcie 13 września dwóch podoficerów znających język niemiecki, którzy zawiadomili Niemców, że na polu walki zostali tylko ranni i proszę o udzielenie im pomocy. Aby nie strzelano do mych wysłanników musieli użyć białej płachty. O tych zarządzeniach zameldowałem dcy dywizji, który widząc mnie zmartwionego, gdym schylił się nad jego noszami, wziął mnie za rękę swą jedyną ręką i rzekł te znamienne słowa: «Nie rozpaczajcie, byliście dobrymi żołnierzami. Wódz Naczelny rozkazał wytrwać do dziesiątego, a wy wytrzymaliście do trzynastego». Wkrótce przybył oficer niemiecki. [...]. Zakomunikowałem wysłannikowi niemieckiemu, że oddziałów walczących nie ma, a tylko są ranni i chorzy, ponowiłem prośbę o pomoc dla nich.[...] Tak przedstawia się prawda o rzekomej kapitulacji 18 DP. [...] Kapitulacji nie było, nikt jej nie zgłaszał i nie podpisywał, gdyż byłoby to złamaniem rozkazu dowódcy dywizji i obrazą pamięci tysiąca poległych naszej dywizji.

### Oddział Zbierania Nadwyżek 18 pal
Po zmobilizowaniu w ramach mobilizacji alarmowej 18 pal i pododdziałów dywizyjnych, do garnizonu w Ostrowi Mazowieckiej do wydzielonej z pułku kadry przybywali rezerwiści w ramach mobilizacji alarmowej, a następnie zmobilizowani w ramach mobilizacji powszechnej następni rezerwiści. Z zasobów tych zmobilizowano dywizjon III/51 pal oraz baterię marszową 1/18 pal. Pozostałe w garnizonie nadwyżki osobowe i sprzętu według planu miały zostać przetransportowane do Ośrodka Zapasowego Artylerii Lekkiej nr 1 w Zajezierzu pod Dęblinem. Dowódcą oddziału był kpt. Wacław Kalinka. Transport nadwyżek nastąpił z opóźnieniem w nocy 6/7 września trasą Brok-Sadowne-Węgrów-Siedlce-Garwolin. Po dotarciu do ośrodka, z uwagi na sforsowanie Wisły przez wojska niemieckie, żołnierze nadwyżek 18 pal podjęli marsz na wschód kraju. W rejonie miejscowości Jakubówka większość żołnierzy dostała się do niewoli niemieckiej. Część przedostała do Hoszczy nad Horyniem, pozostali zostali rozproszeni niektórzy dotarli do Warszawy lub do SGO Polesie".
| Struktura organizacyjna i obsada personalna we wrześniu 1939 | Struktura organizacyjna i obsada personalna we wrześniu 1939 |             |
| stanowisko                                                   | stopień, imię i nazwisko                                     | dalsze losy |
| Dowództwo                                                    | Dowództwo                                                    | Dowództwo   |
| ------------------------------------------------------------ | ------------------------------------------------------------ | ----------- |
| dowódca pułku                                                | ppłk inż. Witold Sztark                                      |             |
| adiutant                                                     | kpt. Stanisław Siarkowski                                    | †10 IX 1939 |
| oficer zwiadowczy                                            | ppor. rez. Adam Zieliński                                    |             |
| podoficer zwiadowczy                                         | kpr. Antoni Bazydło                                          |             |
| oficer obserwacyjny                                          | ppor. rez. Leon Markuszewski                                 |             |
| oficer łączności                                             | por. Władysław Wujcik                                        |             |
| podoficer łączności                                          | plut. Adolf Podbielski                                       |             |
| dowódca oddziału nadwyżek                                    | kpt. Wacław Kalinka                                          |             |
| lekarz (od 10 IX)                                            | ppor. rez. lek. Ryszard Karpiński                            |             |
| szef kancelarii pułku                                        | ogn. Antoni Hryniewicz                                       |             |
| podoficer kancelaryjny                                       | kpr. Kazimierz Skowroński                                    |             |
| kierowca dowódcy pułku                                       | plut. Edmund Barański                                        |             |
| dowódca plutonu top. – ogn.                                  | ppor. Stanisław Czwaczka                                     | †10 IX 1939 |
| młodszy oficer                                               | ppor. rez. Adam Zieliński                                    |             |
| podoficer                                                    | ogn. Bronisław Sielicki                                      |             |
| podoficer                                                    | plut. rez. Teodor Stefaniak                                  |             |
| I dywizjon                                                   |                                                              |             |
| dowódca I dywizjonu                                          | mjr art. Zygmunt Mierzwiński                                 |             |
| adiutant                                                     | ppor. rez. Henryk Zabiełło                                   |             |
| oficer zwiadowczy                                            | ppor. rez. Marian Frankiewicz                                |             |
| oficer obserwacyjny                                          | plut. pchor. Seweryn Łukasiewicz                             |             |
| oficer łączności                                             | ppor. rez. Józef Wecki                                       | † IX 1939   |
| podoficer łączności                                          | kpr. Józef Miniewski                                         |             |
| oficer żywnościowy                                           | ppor. rez. Piotr Ozimczuk                                    |             |
| oficer płatnik                                               | ppor. rez. Zygmunt Kazimierz Nowicki                         |             |
| lekarz                                                       | ppor. rez. lek. Z. Świsłocki                                 |             |
| lekarz weterynarii                                           | ppor. rez. lek. wet. Józef Łukasiewicz                       |             |
| szef kancelarii dywizjonu                                    | plut. Jan Brakowiecki                                        |             |
| dowódca kolumny amunicyjnej                                  | ppor. rez. Ludwik Woyda                                      |             |
| dowódca 1 baterii                                            | por. rez. Janusz Krauss                                      |             |
| oficer zwiadowczy                                            | ogn. pchor. Zygmunt Czerwionko                               |             |
| oficer ogniowy                                               | ppor. Witalis Teul                                           |             |
| szef baterii                                                 | ogn. Józef Figiel                                            |             |
| podoficer zaprzęgowy                                         | plut. Antoni Nowak                                           |             |
| dowódca 2 baterii                                            | por. Marian Kasprzak                                         |             |
| oficer ogniowy                                               | ppor. rez. Leopold Wesołowski                                |             |
| dowódca II plutonu                                           | plut. pchor. rez. Eugeniusz Ajewski                          |             |
| szef baterii                                                 | st. ogn. Paweł Dardziński                                    |             |
| dowódca 3 baterii                                            | por. rez. Kazimierz Lewiński                                 |             |
| oficer zwiadowczy                                            | ogn. pchor. Ryszard Wycisk                                   |             |
| podoficer zwiadowczy                                         | plut. rez. Roman Śmieszek                                    |             |
| oficer ogniowy                                               | ppor. Ryszard Niziołek                                       |             |
| dowódca I plutonu                                            | ppor. rez. Marian Widlica                                    |             |
| dowódca II plutonu                                           | plut. pchor. rez. Maksymilian Dzwonkowski                    |             |
| szef baterii                                                 | plut. Kazimierz Bocian                                       |             |
| podoficer zaprzęgowy                                         | kpr. Józef Korycki                                           |             |
| II dywizjon                                                  |                                                              |             |
| dowódca II dywizjonu                                         | kpt. art. Onufry Kaczanowski                                 |             |
| adiutant                                                     | ppor. rez. Jerzy Kruszewski                                  |             |
| oficer zwiadowczy                                            | ppor. Tadeusz Bochat                                         |             |
| oficer obserwacyjny                                          | ppor. rez. Tadeusz Domagalski                                |             |
| oficer łączności                                             | ppor. rez. Longin Kurski                                     |             |
| podoficer łączności                                          | plut. Franciszek Kulczyński                                  |             |
| oficer łącznikowy                                            | ppor. rez. Leon Chodkiewicz                                  |             |
| oficer żywnościowy                                           | ppor. rez. Tadeusz Krajewski                                 |             |
| oficer płatnik                                               | ppor. rez. Hieronim Kupczyk                                  |             |
| lekarz                                                       | ppor. rez. lek. Ryszard Karpiński (do 10 IV)                 |             |
| dowódca kolumny amunicyjnej                                  | por. rez. Tadeusz Ludomir Majewski                           |             |
| dowódca 4 baterii                                            | por. Mieczysław Zieliński                                    |             |
| oficer ogniowy                                               | ppor. rez. Marceli Latoszek                                  |             |
| podoficer zaprzęgowy                                         | kpr. Tadeusz Niemira                                         |             |
| dowódca 5 baterii                                            | por. rez. Stefan Pągowski                                    |             |
| oficer zwiadowczy                                            | ogn. pchor. Kazimierz Oćwieja                                | †11 IX 1939 |
| oficer ogniowy                                               | ppor. rez. Kazimierz Żytkow                                  |             |
| dowódca I plutonu                                            | ppor. rez. Stanisław Hochedlinger                            |             |
| dowódca II plutonu                                           | ppor. rez. Tadeusz Wiktor Mallow                             |             |
| szef baterii                                                 | plut. Stanisław Kałętek                                      |             |
| podoficer zaprzęgowy                                         | plut. Kazimierz Pisowacki                                    |             |
| dowódca 6 baterii                                            | por. Stanisław Gudejko                                       |             |
| oficer zwiadowczy                                            | ppor. rez. Aleksander Gąsinowski                             |             |
| oficer ogniowy                                               | ppor. rez. Saturnin Wróbel                                   |             |
| dowódca I plutonu                                            | ppor. rez. Eugeniusz Mirosław Śmietanko                      | † IX 1939   |
| szef baterii                                                 | st. ogn. Józef Urzędowsk                                     |             |
| podoficer zaprzęgowy                                         | ogn. Stanisław Kowalewski                                    |             |
| III dywizjon                                                 |                                                              |             |
| dowódca III dywizjonu                                        | kpt. art. Stanisław Krug                                     |             |
| adiutant                                                     | ppor. rez. Florian Szabelski                                 |             |
| oficer zwiadowczy                                            | ppor. Marian Aseńko                                          |             |
| oficer obserwacyjny                                          | ppor. rez. Adam Kruszyński                                   |             |
| oficer łączności                                             | ppor. Stanisław Stach                                        |             |
| podoficer łączności                                          | plut. Stanisław Sekuła                                       |             |
| oficer łącznikowy                                            | ppor. rez. Czajkowski                                        |             |
| oficer żywnościowy                                           | ppor. rez. Bronisław Pańczyk                                 |             |
| lekarz                                                       | ppor. rez. lek. dr Edmund Rudziński                          |             |
| lekarz weterynarii                                           | ppor. rez. lek. wet. Marian Rybicki                          |             |
| dowódca kolumny amunicyjnej                                  | ppor. rez. Antoni Różewski                                   |             |
| dowódca 7 baterii                                            | por. Maksymilian Czarnecki                                   |             |
| oficer zwiadowczy                                            | ppor. rez. Władysław Józef Musiałowski                       |             |
| oficer ogniowy                                               | ppor. rez. Józef Furmański                                   |             |
| dowódca I plutonu                                            | ppor. rez. Tadeusz Kapelański                                |             |
| dowódca II plutonu                                           | ppor. rez. Tadeusz Głuchowski                                |             |
| dowódca 8 baterii                                            | por. rez. Albin Popławski                                    |             |
| oficer ogniowy                                               | ppor. rez. Józef Gliński                                     |             |
| dowódca I plutonu                                            | ppor. rez. Zbigniew Zdzisław Bęski                           |             |
| szef baterii                                                 | plut. Rudolf Pürschel                                        |             |
| podoficer zaprzęgowy                                         | plut. Adam Borkowski                                         |             |
| dowódca 9 baterii                                            | ppor. Edward Ossowski                                        |             |
| oficer ogniowy                                               | ppor. rez. Wacław Rudolf Vogelsang                           |             |
| dowódca I plutonu                                            | plut. pchor. rez. Antoni Strzałkowski                        |             |
| szef baterii                                                 | ogn. Stanisław Kowalewski                                    |             |

## Barwy i symbole pułku

### Sztandar
Wyznaczona 4 sierpnia 1937 komisja pułkowa w składzie: ppłk Jan Witowski, mjr Zygmunt Mierzwiński i kpt. Wiktor Osikowski opracowała projekty emblematów i napisów na lewej stronie płatu sztandaru pułku

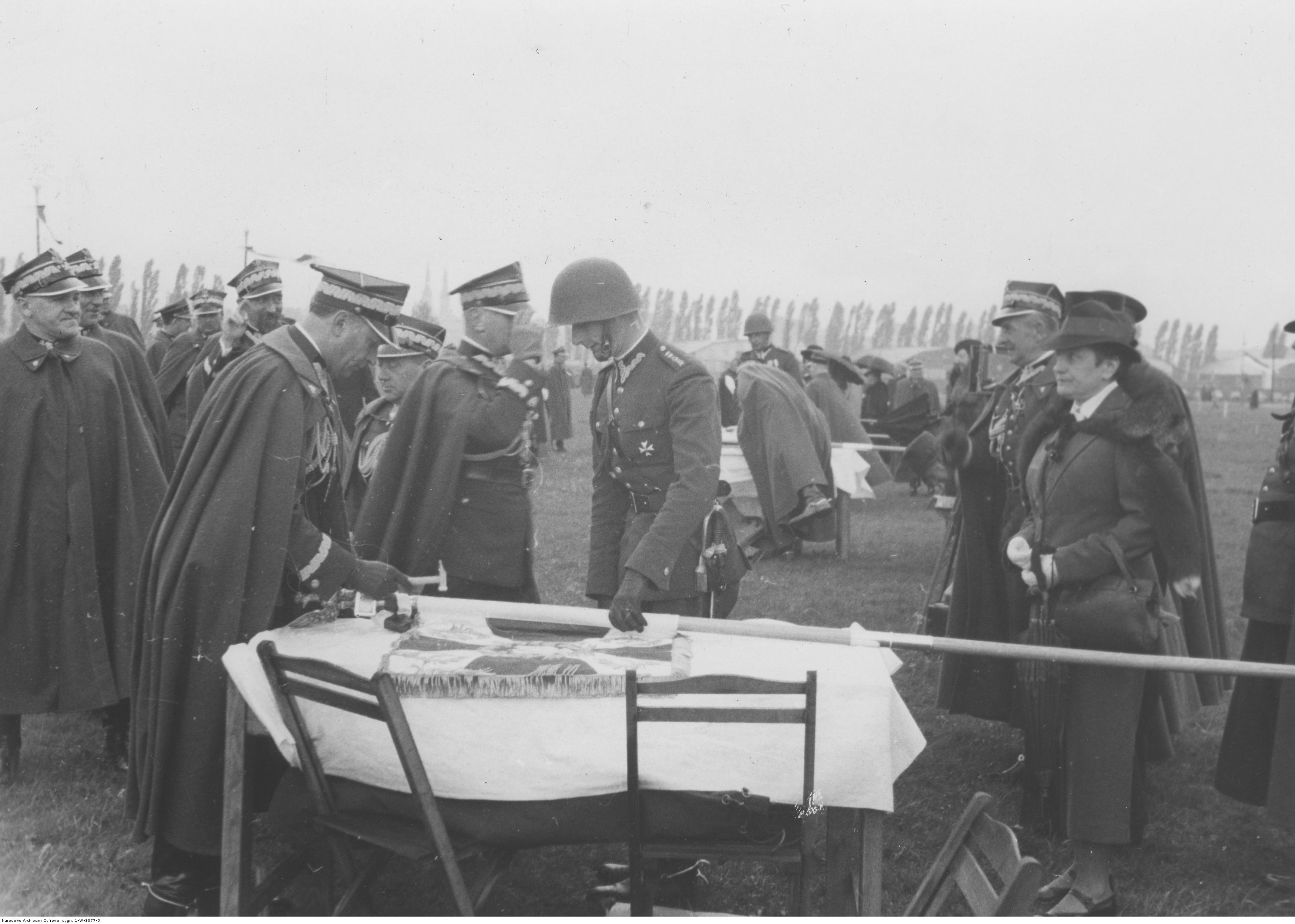
Wręczenie sztandarów jednostkom artylerii i broni pancernej - gen. Tadeusz Kasprzycki wbija gwóźdź w drzewce sztandaru; maj 1938

26 maja 1938, na Polu Mokotowskim w Warszawie, gen. dyw. Tadeusz Kasprzycki wręczył pułkowi sztandar. Nadanie sztandaru i zatwierdzenie jego wzoru ujęte zostało w Dzienniku Rozkazów M.S.Wojsk. z 31 grudnia 1937, nr 18, poz. 231. 6 czerwca sztandar został zaprezentowany żołnierzom pułku. Dowódcą pocztu sztandarowego był wówczas kpt. Onufry Kaczanowski, a w roli rodziców chrzestnych wystąpili: Janina Rybicka – żona starosty i Leon Czernicki – burmistrz Ostrowi Mazowieckiej.

Sztandar został wykonany zgodnie z wzorem określonym w rozporządzeniu Prezydenta Rzeczypospolitej z dnia 13 grudnia 1927 o godłach i barwach państwowych oraz o oznakach, chorągwiach i pieczęciach.
Na prawej stronie płata znajdował się amarantowy krzyż, w środku którego wyhaftowano orła w wieńcu laurowym. Na białych polach, pomiędzy ramionami krzyża, znajdowały się cyfry 18 w wieńcach laurowych.

Na lewej stronie płata sztandarowego, pośrodku krzyża kawaleryjskiego znajdował się wieniec taki sam jak po stronie prawej, a w wieńcu trzywierszowy napis „HONOR I OJCZYZNA”. W rogach sztandaru, w mniejszych wieńcach umieszczone były na tarczach:  Matkę Boską Częstochowską i świętą Barbarę oraz herb Ostrowi Mazowieckiej i odznakę pułkową.
Na ramionach krzyża napisy:Zastaw, Ostróg, Obgów, Dubno, Chorupań – Brody, Wkra, Mława – Dabienka, Kowel, Łunimiec oraz dwóch nazw miejscowości z okresu formowania”: włoskiej La Mandria Di Chivasso i francuskiej Lure.
W wyniku działań wojennych sztandar pułku znalazł się w rękach rosyjskich. Przez prawie 53 lata przechowywany był w Centralnym Muzeum Sił Zbrojnych ZSRR. Ponieważ władze radzieckie nie odpowiadały na pytania dotyczące sztandaru, przyjęto tezę o spaleniu go, wraz ze srebrną trąbką i innymi dokumentami, w strażnicy KOP w Hoszczy. Od czerwca 1992 roku sztandar znajduje się w Muzeum Wojska Polskiego. Zwrócony został przez władze rosyjskie bez głowni i dolnej części drzewca.
Za zasługi bojowe podczas wojny obronnej Polski 1939 roku pułk został odznaczony orderem Virtuti Militari V klasy (przez Kapitułę Orderu VM na emigracji, w 1966 roku).

### Odznaka pamiątkowa
18 marca 1929 roku Minister Spraw Wojskowych marszałek Polski Józef Piłsudski zatwierdził wzór i regulamin odznaki pamiątkowej 18 pap.
Odznaka o wymiarach 45x30 mm ma kształt tarczy o zgrubionej krawędzi z zaznaczonymi nitami. Na środku tarczy znajduje się proporczyk w barwie zielono-czarnej, umieszczony na tle skrzyżowanych luf armatnich. Na tarczy wpisano numer i inicjały „18 PAP” oraz rok powstania pułku „1919”. Odznaka oficerska, jednoczęściowa, wykonana w srebrze lub białym metalu. Wykonawcą odznaki był Wiktor Gontarczyk z Warszawy. Odznakę noszono na lewej piersi, umocowaną na śrubce: oficerowie 4 cm poniżej guzika górnej kieszeni, a szeregowi na wysokości trzeciego guzika kurtki. Odznaką pamiątkową uhonorowano m.in. „bratni” 18 pułk artylerii polowej stacjonujący w Aquila oraz attaché wojskowego królewskiej armii włoskiej. W 1931 roku zmieniono inicjały „PAP” na „PAL”.

### Oznaka
Numer „18” na naramiennikach pojawił się po raz pierwszy 7 grudnia 1925 roku. Od tego czasu był noszony na wszystkich rodzajach umundurowania oprócz polowego, niezależnie od okazji.

### Proporczyki
7 lutego 1927 roku Ministerstwo Spraw Wojskowych wprowadziło w oddziałach artylerii proporczyki. Dowództwo pułku oraz dowództwa dywizjonów i baterii miały proporczyki czaro – zielone z numerami w kolorze białym. Drzewce do proporczyków miało kształt i wymiary lancy kawaleryjskiej. Po otrzymaniu przez pułk sztandaru proporczyki nie były używane.

### Trąbka, marsz i sygnały
Delegacja 18 pułku artylerii polowej królewskiej armii włoskiej ofiarowała pułkowi srebrną trąbkę ze stylizowanym płomieniem. Trąbka, używana w czasie wszystkich uroczystości, przechowywana była w kancelarii pułkowej. Pułk od początku lat trzydziestych posiadał marsz i sygnał pułkowy. Odmiana sygnału pułkowego w wersji śpiewanej: „Hej baczność żołnierze, sygnału zew, za Polskę oddamy krew”.

## Kadra pułku
| Dowódcy pułku                                         | Dowódcy pułku               | Dowódcy pułku           | Dowódcy pułku                                 |
| stopień                                               | imię i nazwisko             | okres pełnienia służby  | kolejne stanowisko                            |
| ----------------------------------------------------- | --------------------------- | ----------------------- | --------------------------------------------- |
| kpt.                                                  | Jan Chlebek                 | 15 II 1919 – 28 V 1919  |                                               |
| ppłk                                                  | Charles Martin              |                         | powrócił do Francji                           |
| płk                                                   | Bujnicki Konstanty          | do 1 IV 1920?           |                                               |
| płk                                                   | Wiktor Poźniak              | 1 V – 21 VI 1920        |                                               |
| płk                                                   | Aleksander Strzemiński      | do 23 VII 1920          | dostał się do niewoli                         |
| mjr                                                   | Franciszek Kondrat          | do 14 X 1920?           |                                               |
| płk                                                   | Stanisław Marian Rohoziński | 14 X 1920 – 5 VI 1922   |                                               |
| ppłk                                                  | Kazimierz Abdank-Kozubski   | do 1923?                |                                               |
| płk                                                   | Adam Zaręba                 | do 1924?                |                                               |
| płk                                                   | Wiktor Poźniak              | do I 1928               | praktyka poborowa w PKU Ostrówi               |
| ppłk                                                  | Bolesław Marian Pileski     | III 1928 – VII 1935     |                                               |
| ppłk                                                  | Adam Sawczyński             | 4 VII 1935 – 16 VI 1936 |                                               |
| ppłk                                                  | Stanisław Jakub Sokołowski  | do 17 VI 1938           |                                               |
| ppłk                                                  | Witold Sztark               | do 13 IX 1939           |                                               |
| Zastępcy dowódcy pułku (od 1938 – I zastępca dowódcy) |                             |                         |                                               |
| mjr / ppłk art.                                       | Józef I Wojnar              | 1923 – X 1927           | praktyka poborowa w PKU Łomża                 |
| ppłk art.                                             | Bohdan Leon Bujwid          | XII 1929 – VI 1933      | komendant Obozu Ćwiczeń Powursk               |
| ppłk dypl. art.                                       | Józef Hałaciński            | 20 IX 1933 – 1937       | dyspozycja dowódcy OK I                       |
| mjr dypl. art.                                        | Wacław Świeciński           | 20 IX 1933 – 1937       | zastępca dowódcy 30 pal                       |
| ppłk art.                                             | Teofil Szadziński           | do IX 1939              | dowódca 38 pal                                |
| ppłk art.                                             | Teofil Szadziński           | do IX 1939              | dowódca 38 pal                                |
| mjr art.                                              | Zygmunt Mierzwiński         | do VIII 1939            | II z-ca d-cy/ kwatermistrz → dowódca I/18 pal |

### Żołnierze 18 pułku artylerii lekkiej - ofiary zbrodni katyńskiej
Biogramy ofiar zbrodni katyńskiej znajdują się między innymi w bazach udostępnionych przez Ministerstwo Kultury i Dziedzictwa Narodowego oraz Muzeum Katyńskie.
| Nazwisko i imię            | stopień              | zawód                 | miejsce pracy przed mobilizacją    | zamordowany |
| -------------------------- | -------------------- | --------------------- | ---------------------------------- | ----------- |
| Baranowski Ludwik          | porucznik rezerwy    |                       |                                    | Katyń       |
| Lasota Witold              | podporucznik rezerwy | urzędnik              |                                    | Katyń       |
| Nowak Marian               | major lek. wet.      | żołnierz zawodowy     |                                    | Katyń       |
| Wilecki Ludomir            | kapitan rezerwy      |                       | Linia Żeglugowa „Gdynia – Ameryka” | Katyń       |
| Bober Bonifacy             | podporucznik rezerwy | prawnik               | Sąd w Łomży                        | Charków     |
| Frentzel Stanisław         | porucznik rezerwy    | bankowiec             |                                    | Charków     |
| Kowalewski Władysław       | kapitan              | żołnierz zawodowy     |                                    | Charków     |
| Skrzydlewski-Watta Tadeusz | kapitan rezerwy      | ziemianin             | (e)                                | Charków     |
| Terlecki Gustaw Walenty    | kapitan dr lekarz    | żołnierz zawodowy     |                                    | Charków     |
| Wyganowski Stanisław       | podporucznik rezerwy | technik włókiennictwa | Urząd Skarbowy                     | Charków     |

## Upamiętnienie
- Decyzją Nr 43/MON Ministra Obrony Narodowej z dnia 12 lutego 2014 roku w sprawie przejęcia dziedzictwa tradycji przez pododdziały 5 Lubuskiego pułku artylerii, z dniem 4 marca 2014 roku tradycje 18 pal przejął i kultywuje 4 dywizjon artylerii rakietowej 5 Lubuskiego pułku artylerii w Sulechowie[103].

- Od 9 lipca 2025 dziedzictwo tradycji 18 pal przejęła i z honorem kultywuje 18 Brygada Artylerii w Nowej Dębie[104].

Pomnik 18 pal w Ostrowi Mazowieckiej
Na początku lat 80. zawiązany został Społeczny Komitet Budowy Pomnika 18 pułku artylerii lekkiej. Poświęcenia ziemi dokonał proboszcz parafii Ostrów Mazowiecka ks. prałat Eugeniusz Chmielewski, a wmurowanie aktu erekcyjnego burmistrz miasta Bogumił Brzózka, wójt gminy Ostrów Mazowiecka Halina Łojewska, żołnierz 18 pal Kazimierz Iwaszkiewicz i prof. Halina Kroh z domu Kowalska.

Autorem projektu był Antoni Kwacz, a wykonawcą – Tadeusz Tarslci. Wykonany jest z głazu, na którym z lewej strony wyryty jest orzeł, a na nim, w prawym dolnym rogu zarys odznaki pułkowej. W środku krzyż Virtuti Militari, a po jego obu stronach daty: powstania pułku 1919 i zaprzestania walk 1939 oraz nazwy miejscowości: Chorupań, Kowel, Brody, Mława, Nowogród, Jakać, Zambrów, Łętownica. Pod nimi umieszczony jest napis „18 Pułk Artylerii Lekkiej w Ostrowi Mazowieckiej” i oznaczone datami miejscowości: La Mandria 5.II.1919 – Andrzejewo 13.IX.1939. Głaz obłożony jest kamieniami z fundamentów byłych koszar jednostki.

16 czerwca 1996 nastąpiło odsłonięcie pomnika. Aktu odsłonięcia dokonali: były żołnierz 18 pal Kazimierz Iwaszkiewicz, wdowa po kpt. Nowackim – Anna Nowacka oraz córki żołnierzy – Halina Kroh i Helena Skowrońska. Pomnik poświęcił ks. prałat Edmund Chmielewski. Ceremonię zakończył apel poległych i salwa honorowa kompanii Wojska Polskiego.
Z okazji odsłonięcia pomnika został wybity okolicznościowy medal. Na awersie widnieje wizerunek orła oraz odznaki pułkowej i napis: 16.VI.1996. Odsłonięcie Pomnika 18 PAL-u. Ostrów Mazowiecka. Na rewersie trąbka sygnałowa pułku i napis: La Mandria Di Chivasso. Italia 1919.
Tablice pamiątkowe
1. W 1979 w kościele Wniebowstąpienia Najświętszej Marii Panny w Ostrowi Mazowieckiej wmurowana została tablica pamiątkowa poświęcona żołnierzom 18 pal. Ufundowali ją towarzysze broni i parafianie miasta.
2. 24 września 1972 wewnątrz kościoła parafialnego w Andrzejewie umieszczono tablice pamiątkową poświęconą żołnierzom pułku, którzy polegli podczas bitwy pod Łętownicą i Andrzejewem lub zmarli z powodu ran w szpitalu polowym urządzonym w kościele.
3. Pamiątkowa tablica znajduje się w podziemiach warszawskiego kościoła św. Marcina na Starym Mieście. Jest poświęcona oficerom, podoficerom i kanonierom pułku poległym i zamordowanych w latach 1939–1945[106].